# 米诺克斯

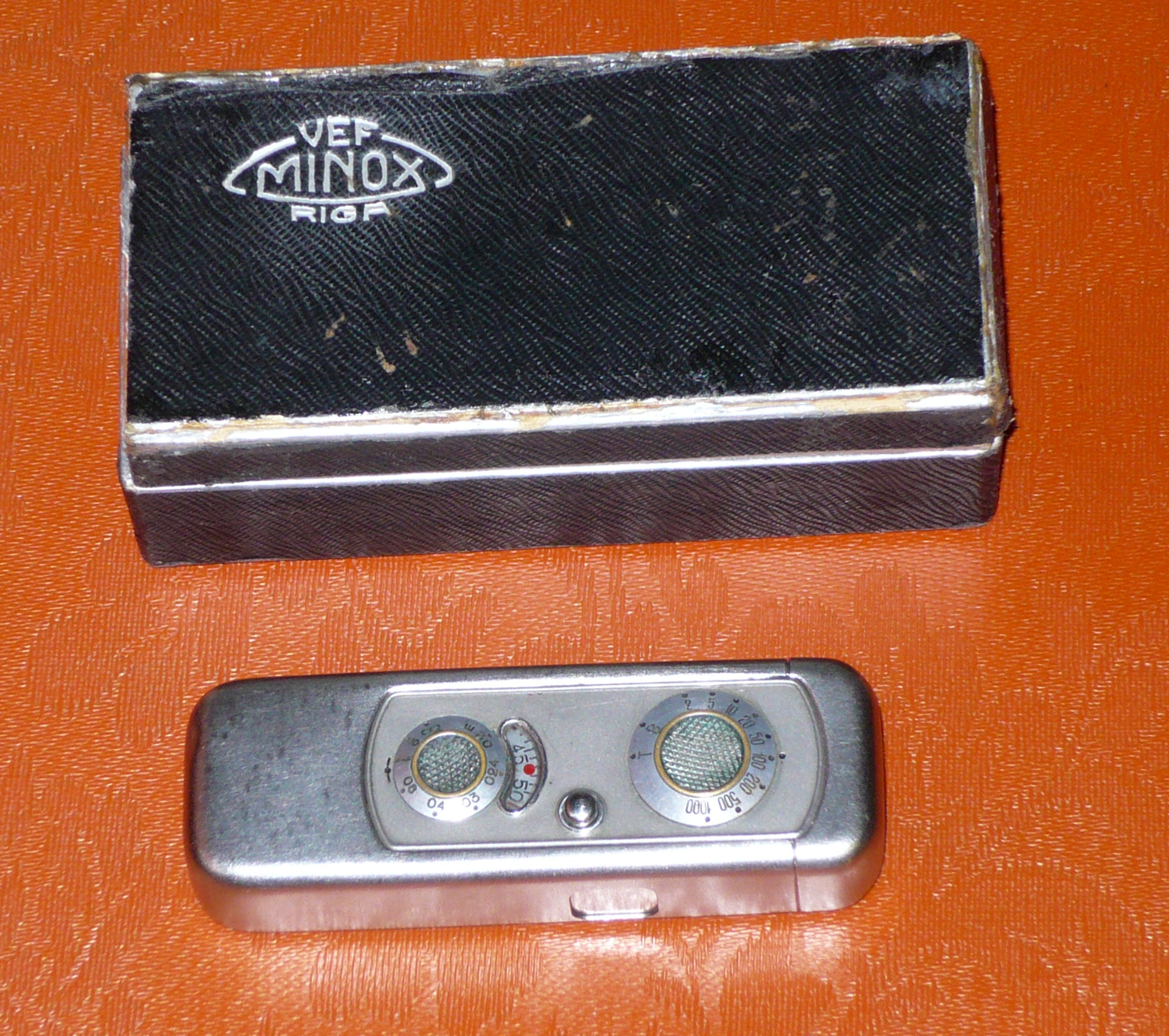
Riga Minox 里加米诺克斯（1938-1943）

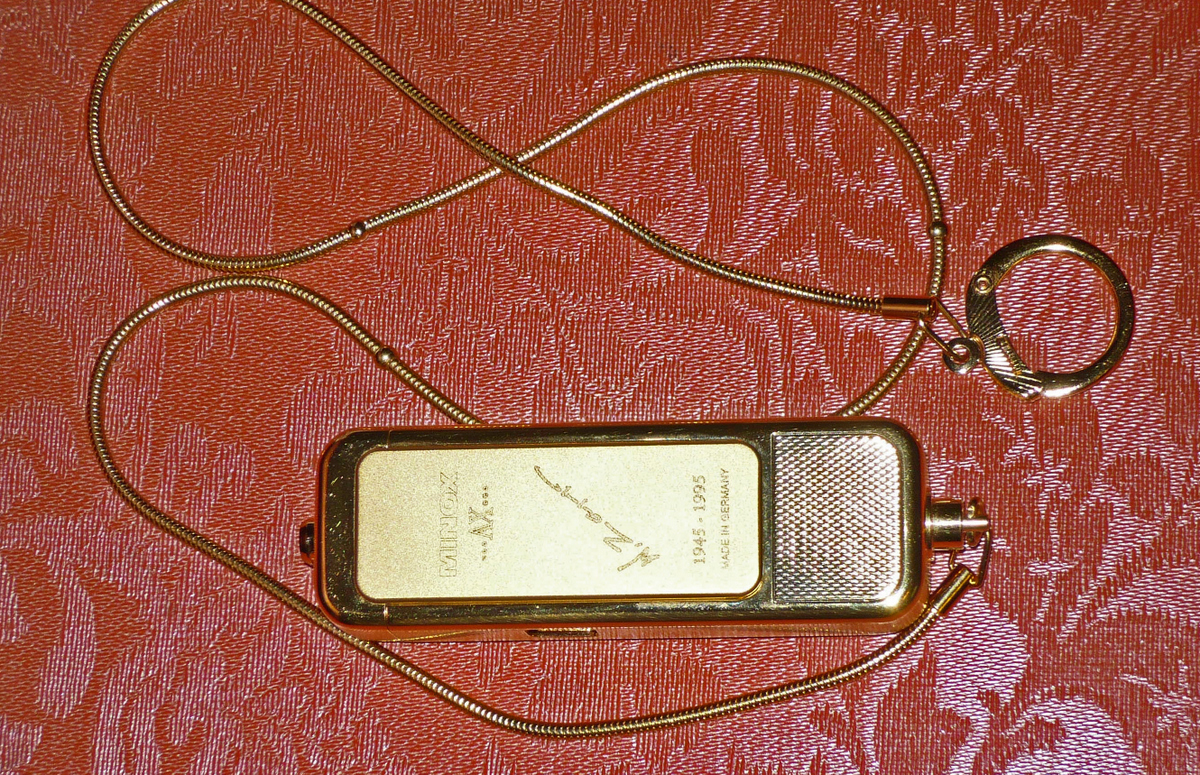
限量版镀金MINOX AX GOLD II

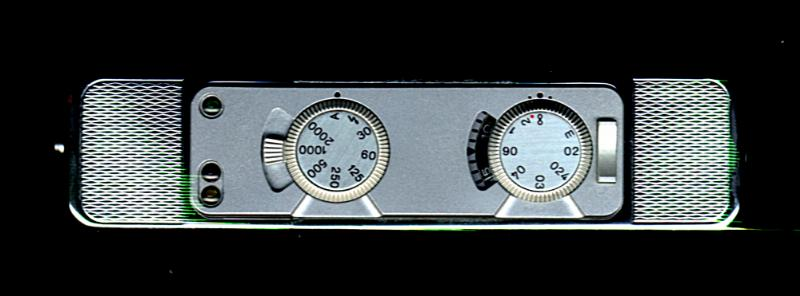
限量版镀铬米诺克斯-CLX 微型相机(1000)

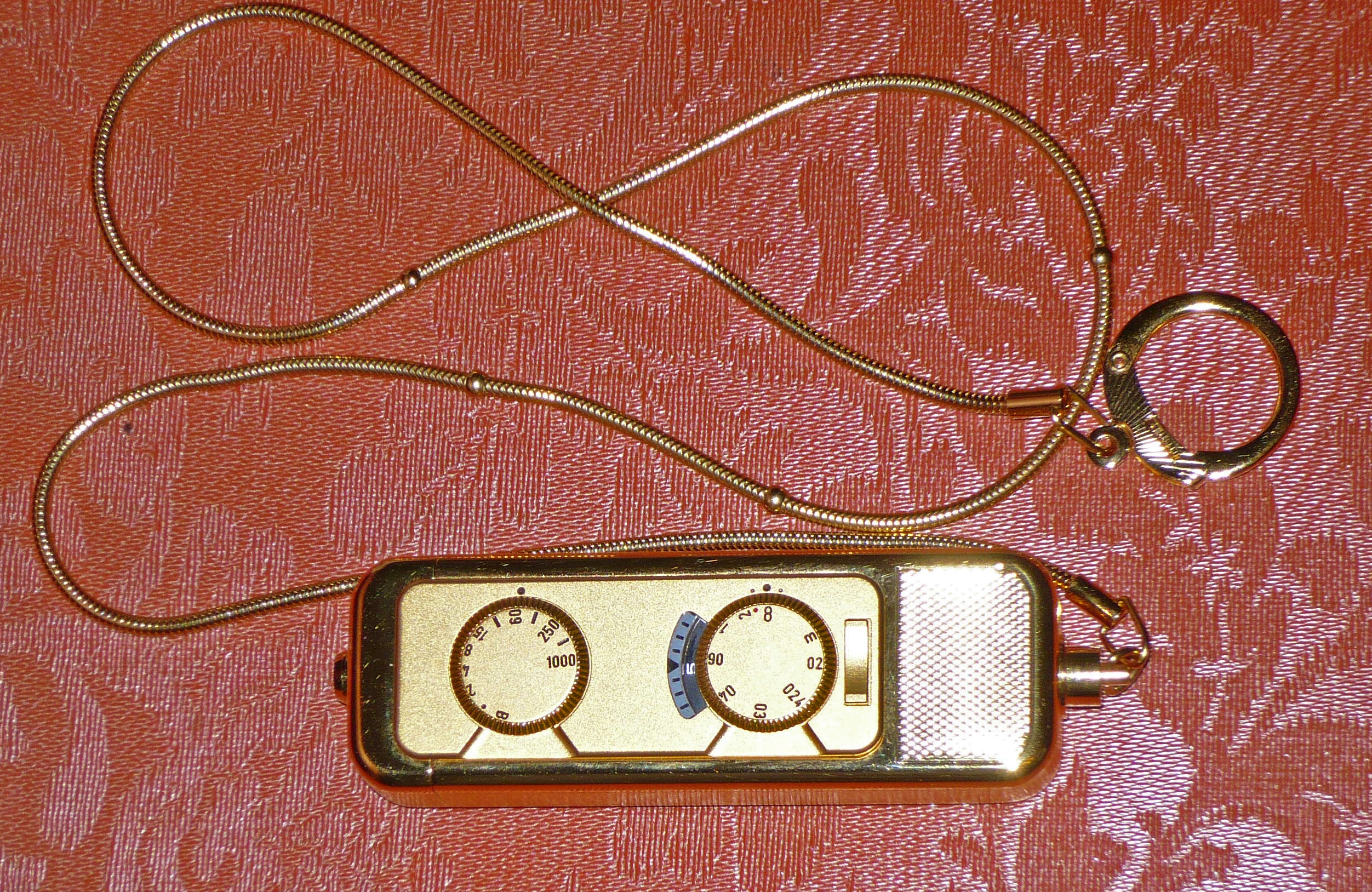
MINOX AX GOLD

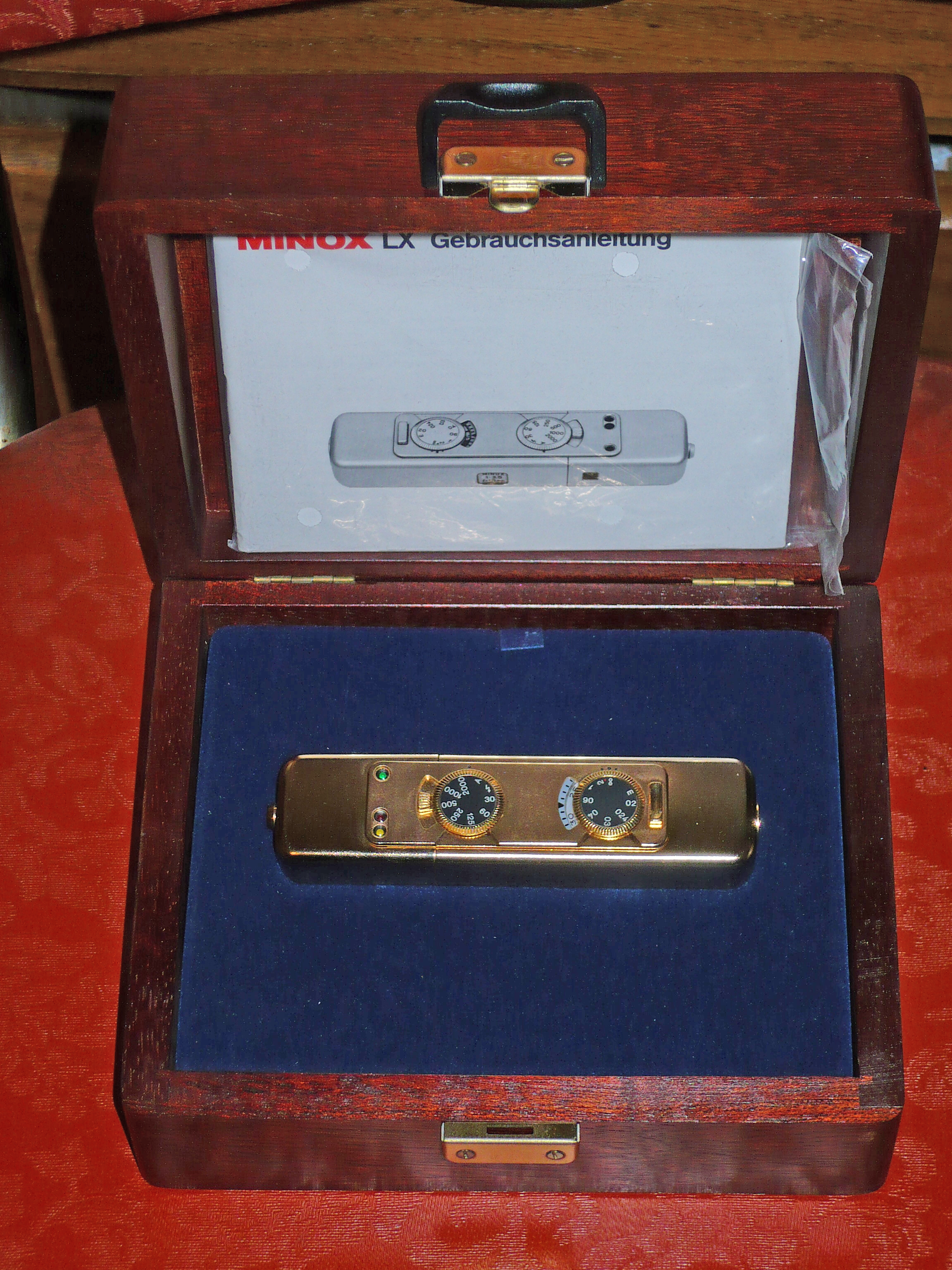
MINOX LX GOLD SELECTION

米诺克斯（德文：MINOX，读MI'-NOX）是德国相机及望远镜品牌，以其8×11毫米间谍相机闻名于世。

## 简史
米诺克斯微型相机的发明家瓦尔特·察普(Water  Zapp)1905年生于拉脱维亚里加市的一个德国移民家中。1938年察普完成了原米诺克斯时照相机(Ur-Minox)的设计。1938-1943年由里加市的维福（VEF）公司生产。这是拉脱维亚的著名的不锈钢外壳里加米诺克斯。1944-1947停产。1948年，察普回德国韦茨拉尔市（WETZLAR）创建米诺克斯厂，生产米诺克斯A微型相机。1996年4月1日起徕卡接管Minox GmbH相机部门，开始涉足微型相机制造领域。2001年8月，米诺克斯厂的经理购买米诺克斯百分之51股份，徕卡占其余百分之49。2004年底米诺克斯厂的经理完成全部收购，米诺克斯厂脱离徕卡成为完全独立的公司。
总共生产 大约944500 台米诺克斯 8x11 微型相机
1941年美国战略情报局 内部文件表明，需要购买2台米诺克斯间谍相机

## 8x11毫米型

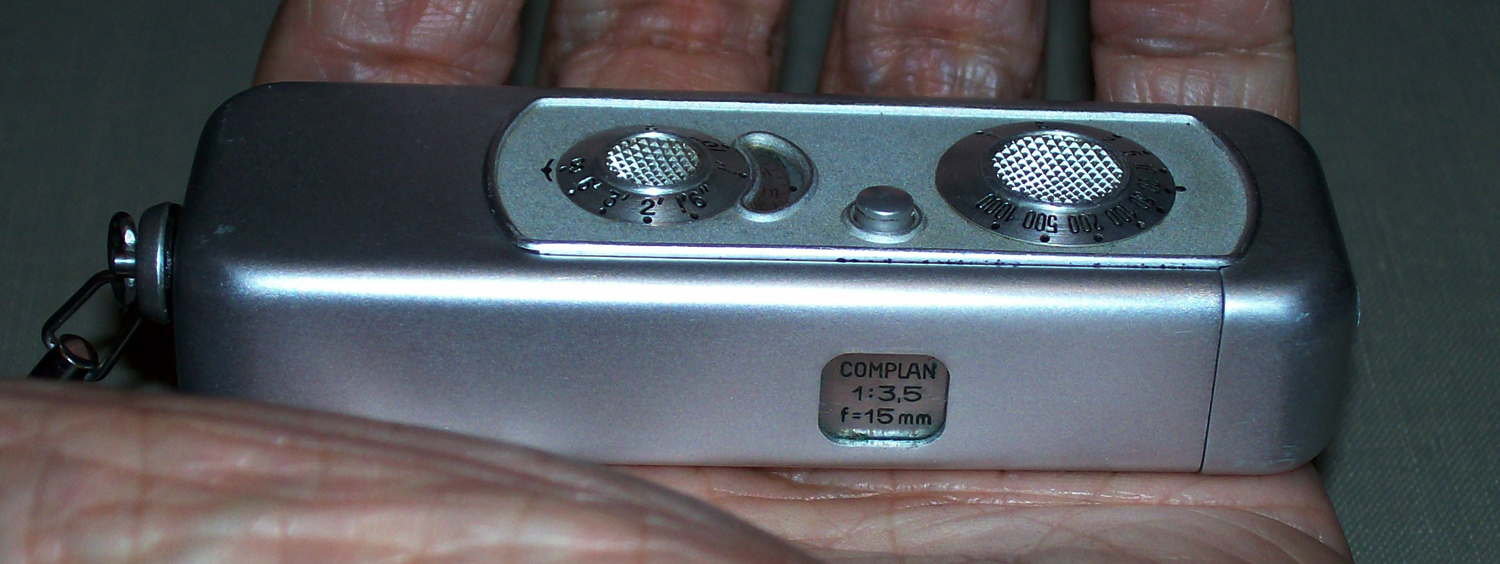
掌上相机 Minox IIIs

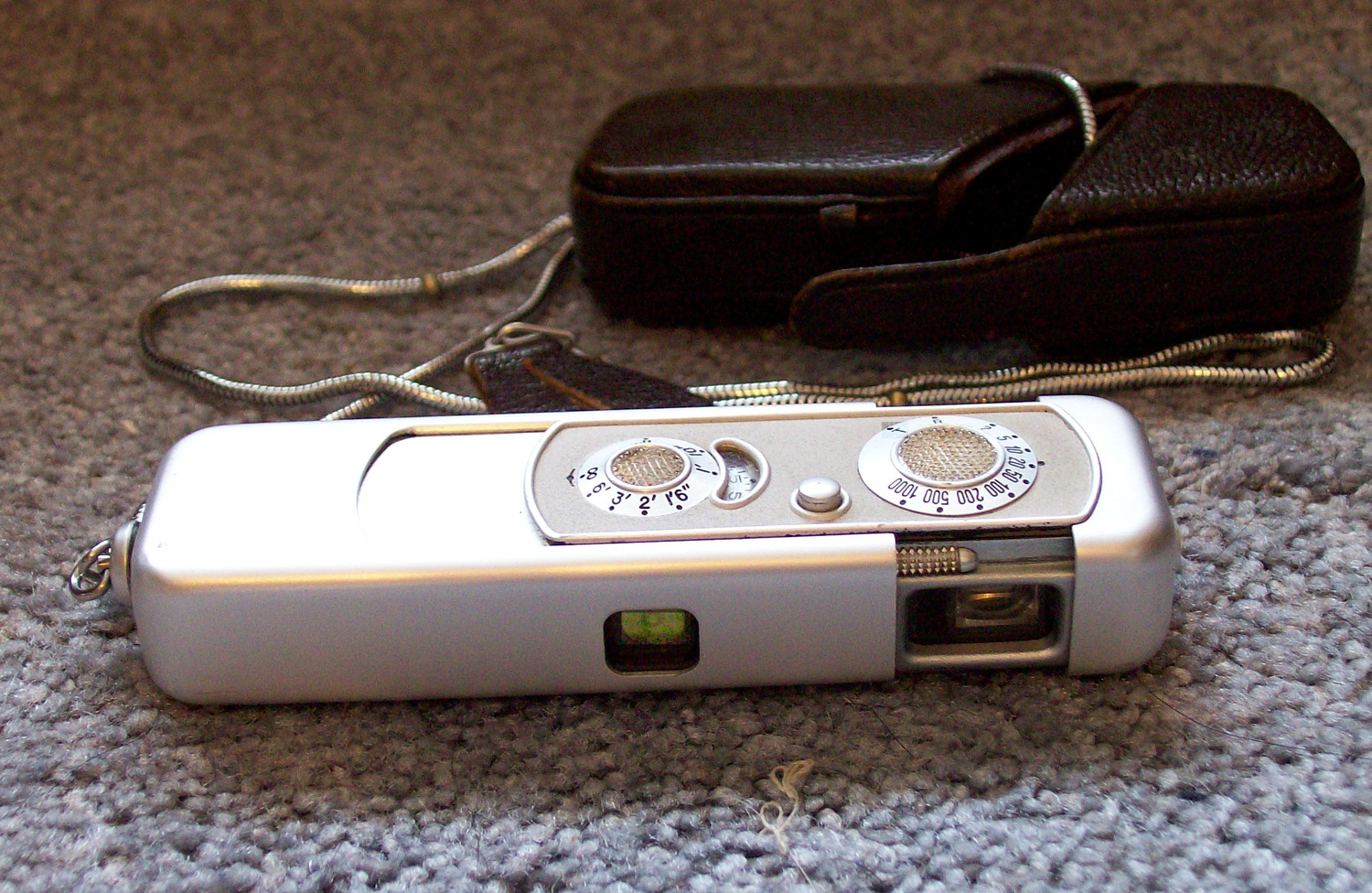
Minox IIIs，绿色镜，黑色皮套，测量链

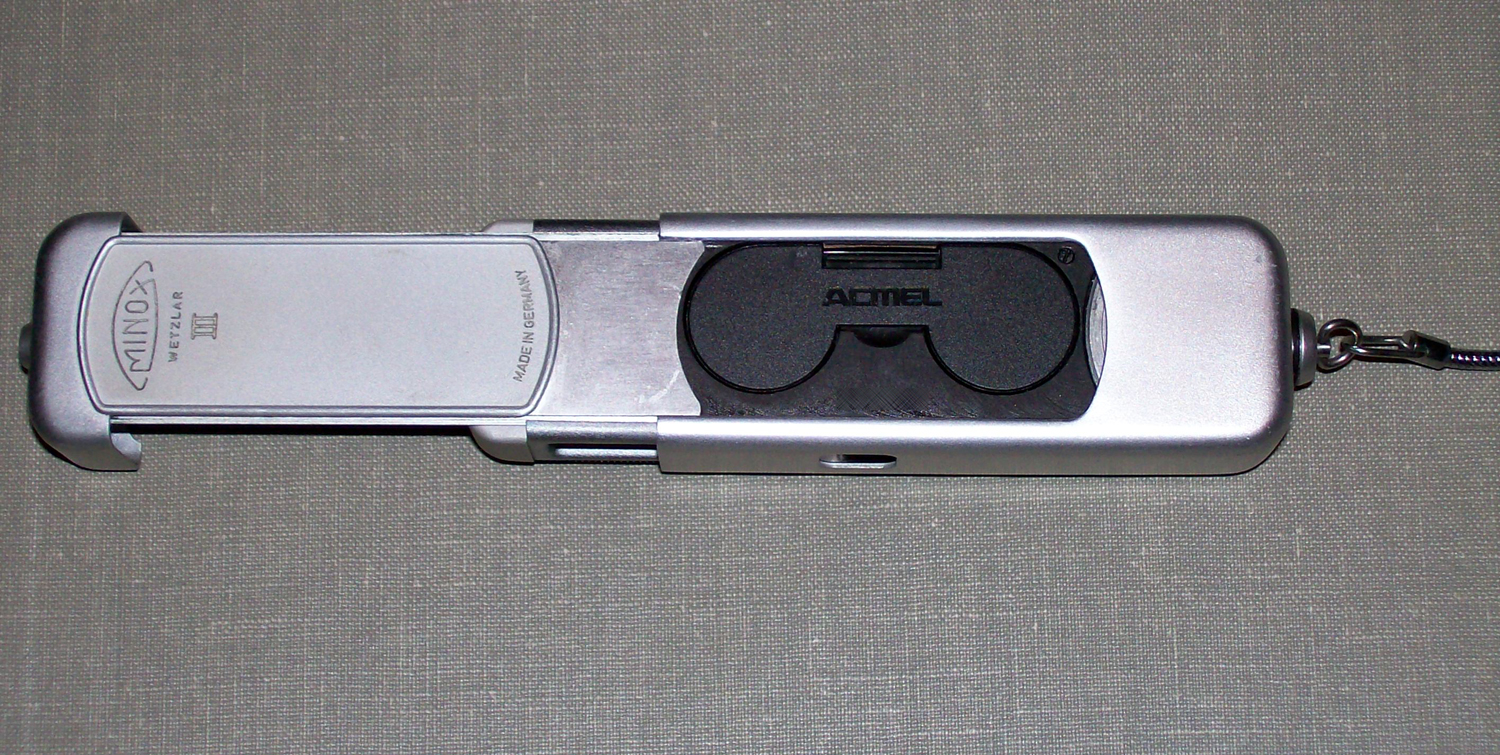
米诺克斯 IIIs 装上双卡式胶卷盒

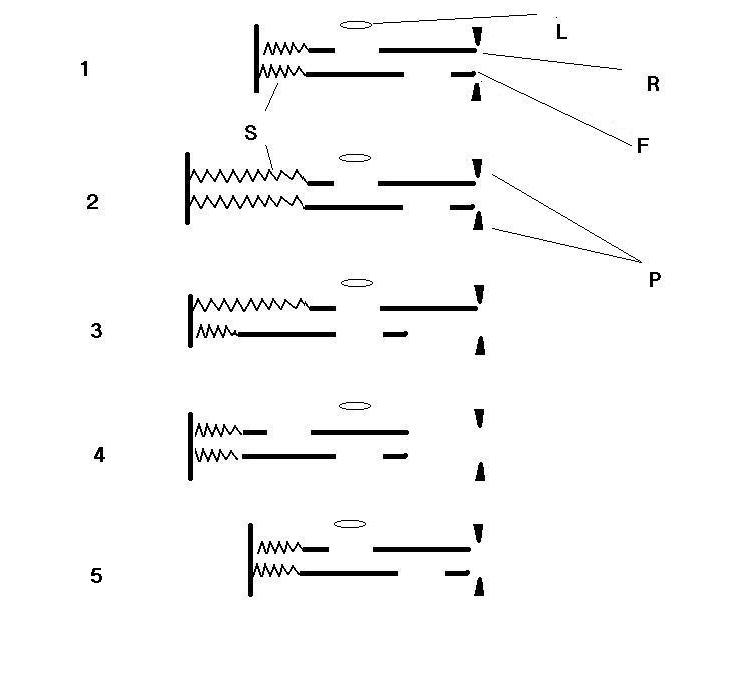
：米诺克斯相机快门示意图

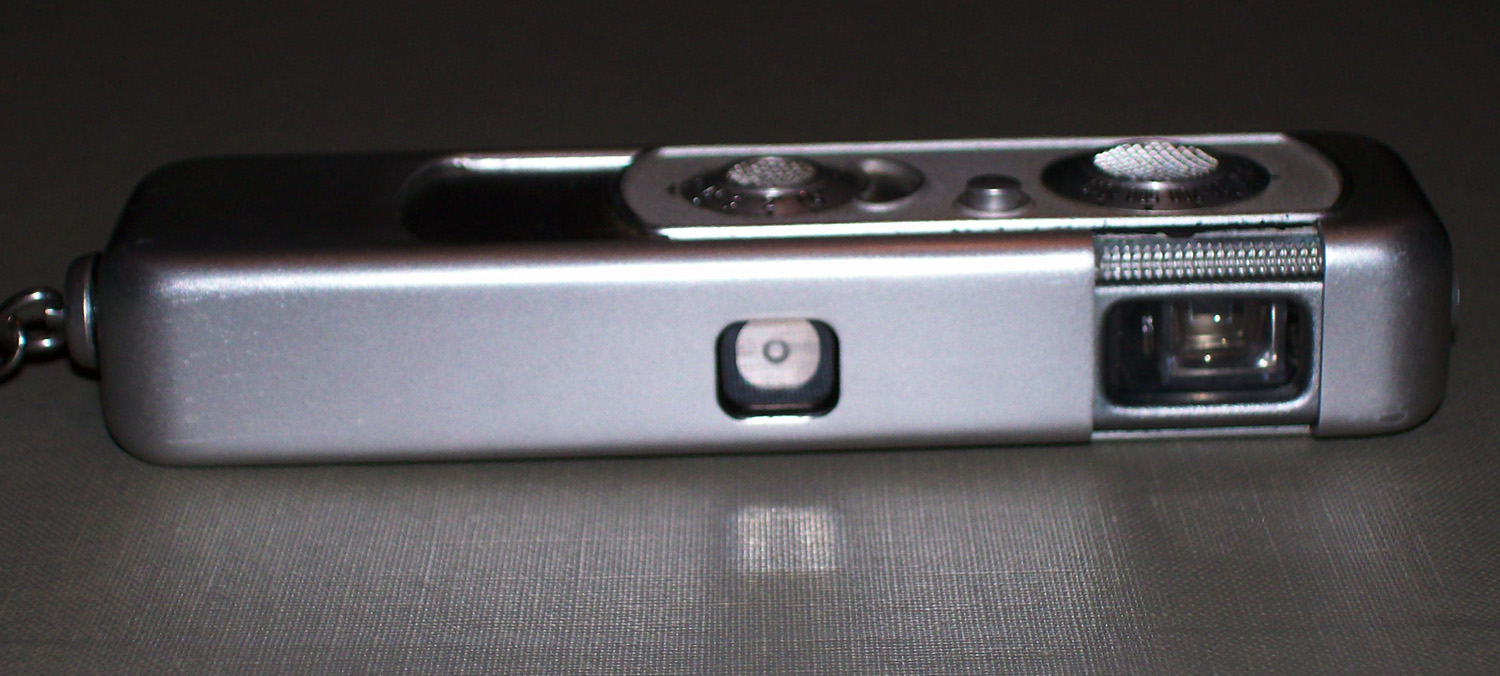
米诺克斯相机快门窗口显示一个小圆圈

1922年德国定立纸张尺寸的国家标准A，B，C系列，其长宽比为2平方根。例如B0：长1000毫米，宽1414毫米；B1：长707毫米，宽1000毫米……如此类推至B14：长8毫米，宽11毫米。察普在1938年设计的8x11毫米照相机，正合适拍摄文件用。

### 基本特色
- 封闭式微型设计，微型机身，把握掌中。米诺克斯机关闭时，镜头和取景窗完全封闭，保护光学部件免受湿气沙尘侵蚀，许多50年以上的米诺克斯微型相机，至今镜头和取景窗依然明亮如新。将机壳拉开，露出镜头和取景窗。
- 内置滤色镜：取景窗之上的滤色镜控制棒，可将橙滤色镜、绿滤色镜、紫外滤色镜或灰色镜，移动到镜头之前。
- 最早的校正视差取景框。1938年里加米诺克斯相机，最早使用校正视差取景框，先于同时期的莱卡、康泰时。
- 高分辨率镜头。里加米诺克斯相机的镜头，最初是三片三组式Minostigmat， 分辨率不高。从米诺克斯A，B型，改为为四片三组天塞式COMPLAN 镜头；由于采用含有稀土元素镧的光学玻璃[3]，镜头锐利，成像虽然只有8x11毫米，但可以放大到40x50厘米，如采用超微粒胶卷，甚至可以放大到200X250厘米[4]。事实上米诺克斯厂测试镜头时，例行地将8x11毫米大小的测试底片投射到一面120x165厘米的银幕上，检查镜头的锐利度，如果任何一个镜头未能使成像从中央到四边都清晰，将被剔除[5]。米诺克斯BL、C、LX、EC、TLX、CLX 等用 MINOX 镜头。COMPLAN 镜头略有像场弯曲，因此米诺克斯 A,B微型相机的压片板和像面略呈弧形，胶片门关闭时，压片板将胶卷压成微弯的弧形。米诺克斯C,LX,EC,TLX,CLX等微型相机的MINOX镜头，像场弯曲已得到修正，压片版是平面。
- 胶片门（film gate）。绝大多数胶卷相机，由于胶卷不平整，难以确保胶卷在焦平面上位置准确。米诺克斯相机的压片板，由联动机关控制，可开可合，形成胶片门；当拉开相机时，胶片门关闭，压片板紧压胶卷，保证胶卷的位置准确地在像平面上，消除通常由于胶卷不平整造成的分辨率损失。
- 推拉式开关。关闭相机时，内部机构开放胶片门，同时推进胶卷和上紧快门发条。Rollei 16, Rollei A110, Rollei A26等相机仿效其推拉式开关。
- 镜头前置快门。米诺克斯微型相机采用的镜头前置快门，由双叶联有弹簧的薄钢片前后重叠而成，两快门叶片各有长方形窗口，后叶片的窗口在左，前叶片的窗口在右；当米诺克斯微型相机关闭时，两叶片重叠，后叶片窗对准镜头口，但光线给前叶片遮掩。拉开相机时，两叶片位置不动，但各自的弹簧绷紧。按下快门键，前叶片向左移动，其窗口和后叶片窗口镜头口在瞬间重合，胶卷暴光。米诺克斯相机快门未开启前，窗口显示一个小圆圈，表示快门弹簧上紧，快门开启之后，窗口小圆圈消失。
- 双卡式胶卷盒，A，B型50、15幅，其余36、15幅。
- 最近的拍摄距离：20厘米，便利拍摄文件、花卉。

### 型号

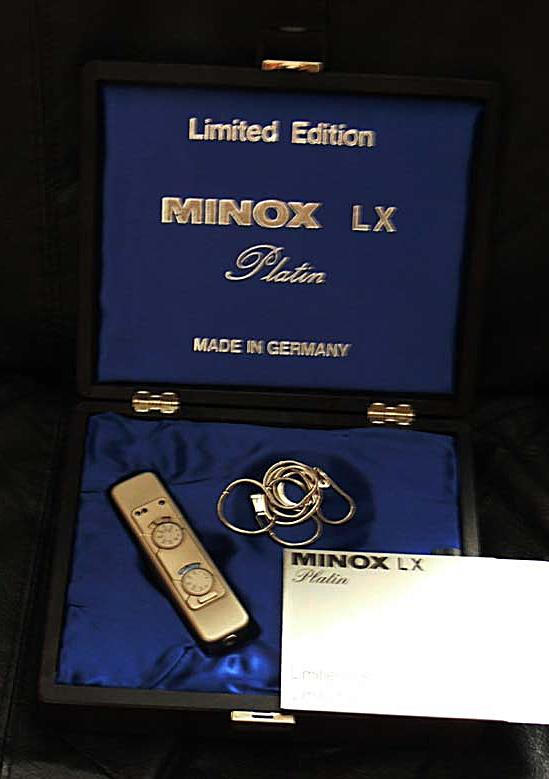
限量版铂金米诺克斯 LX

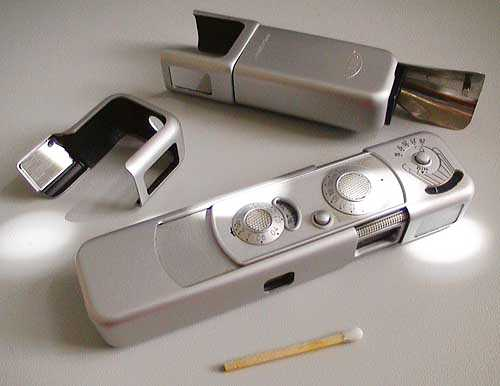
米诺克斯B

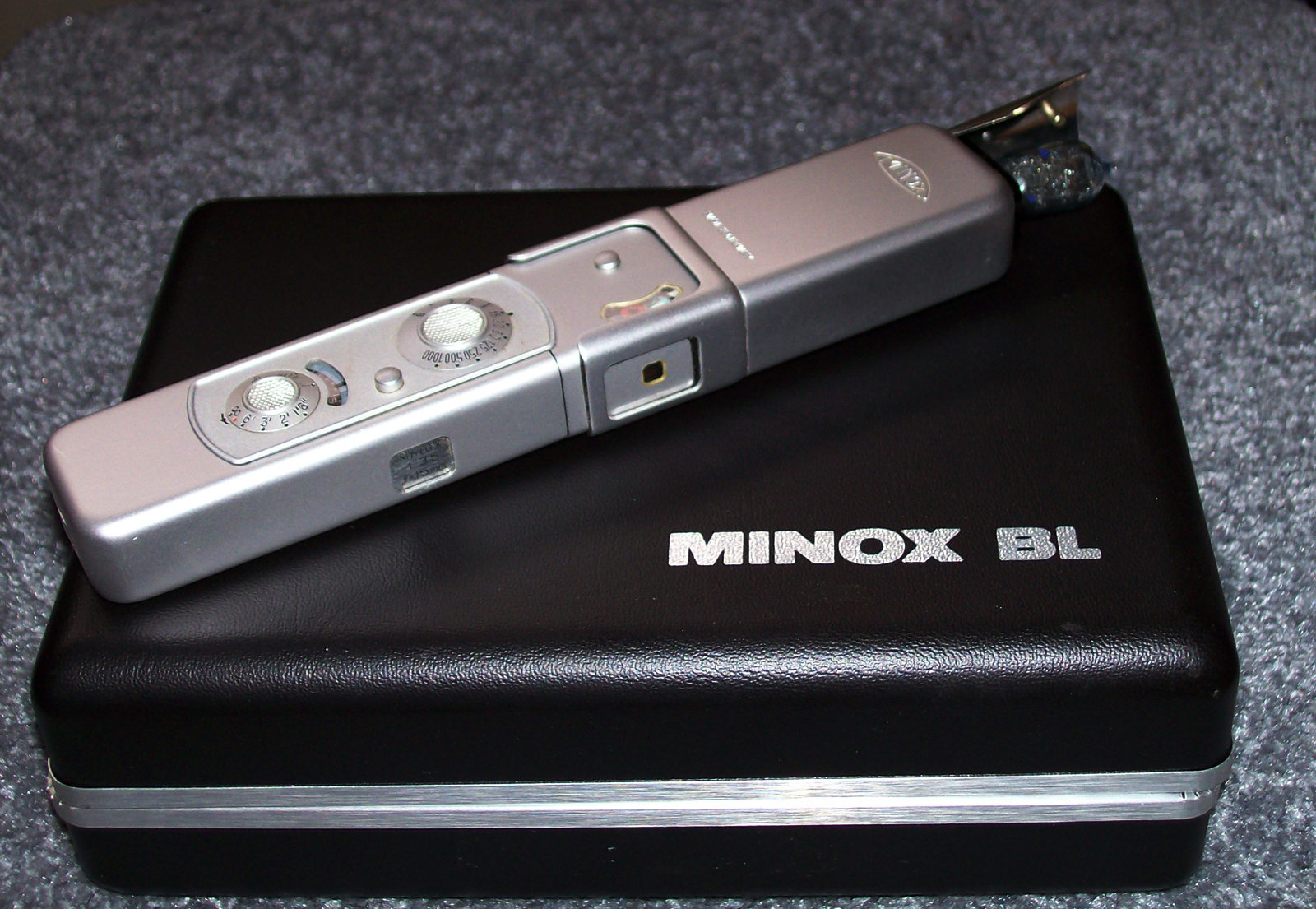
米诺克斯 BL +闪光灯

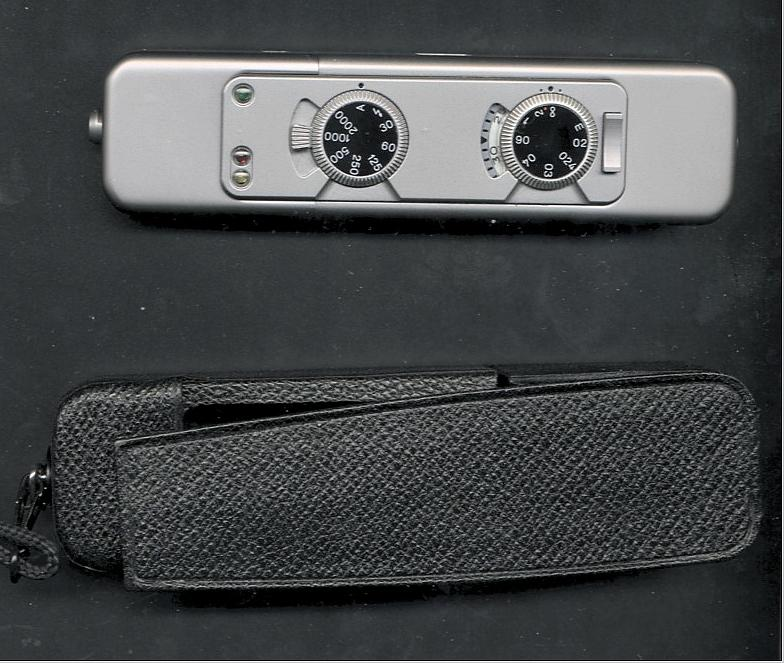
米诺克斯TLX

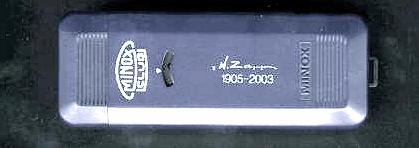
限量版德米诺克斯学会里加兰EC

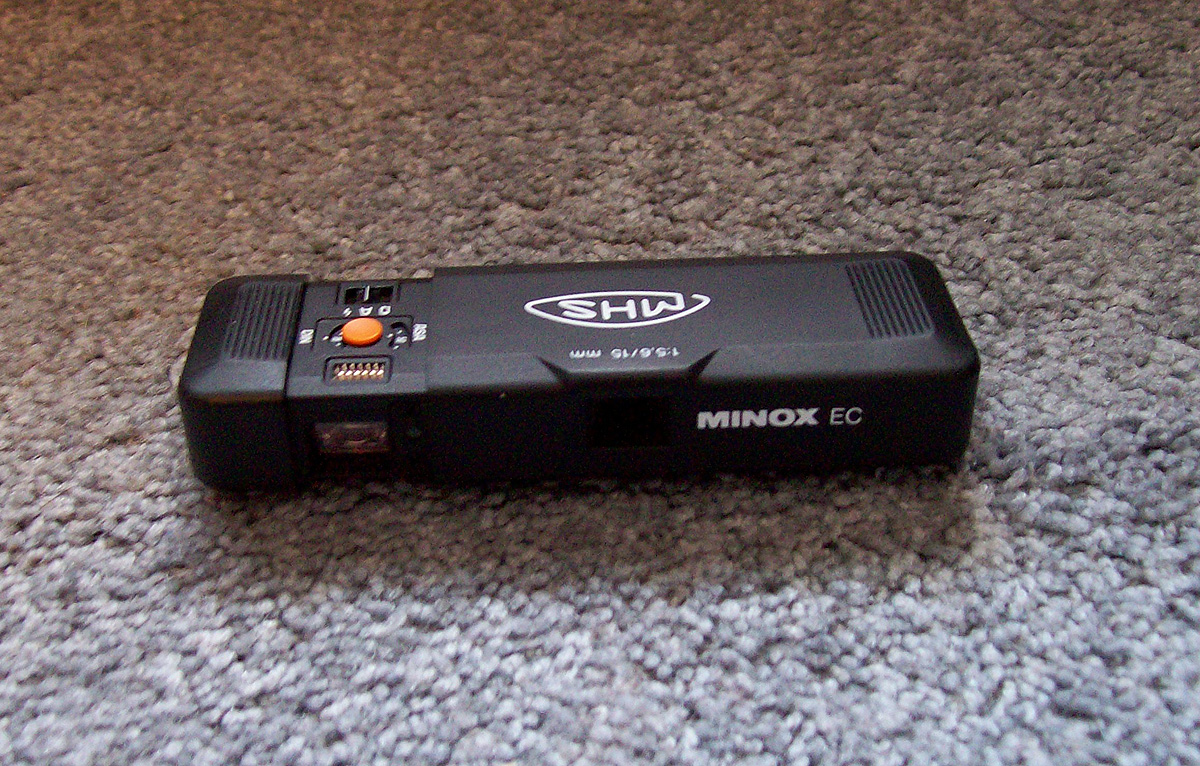
美国米诺克斯学会限量版EC

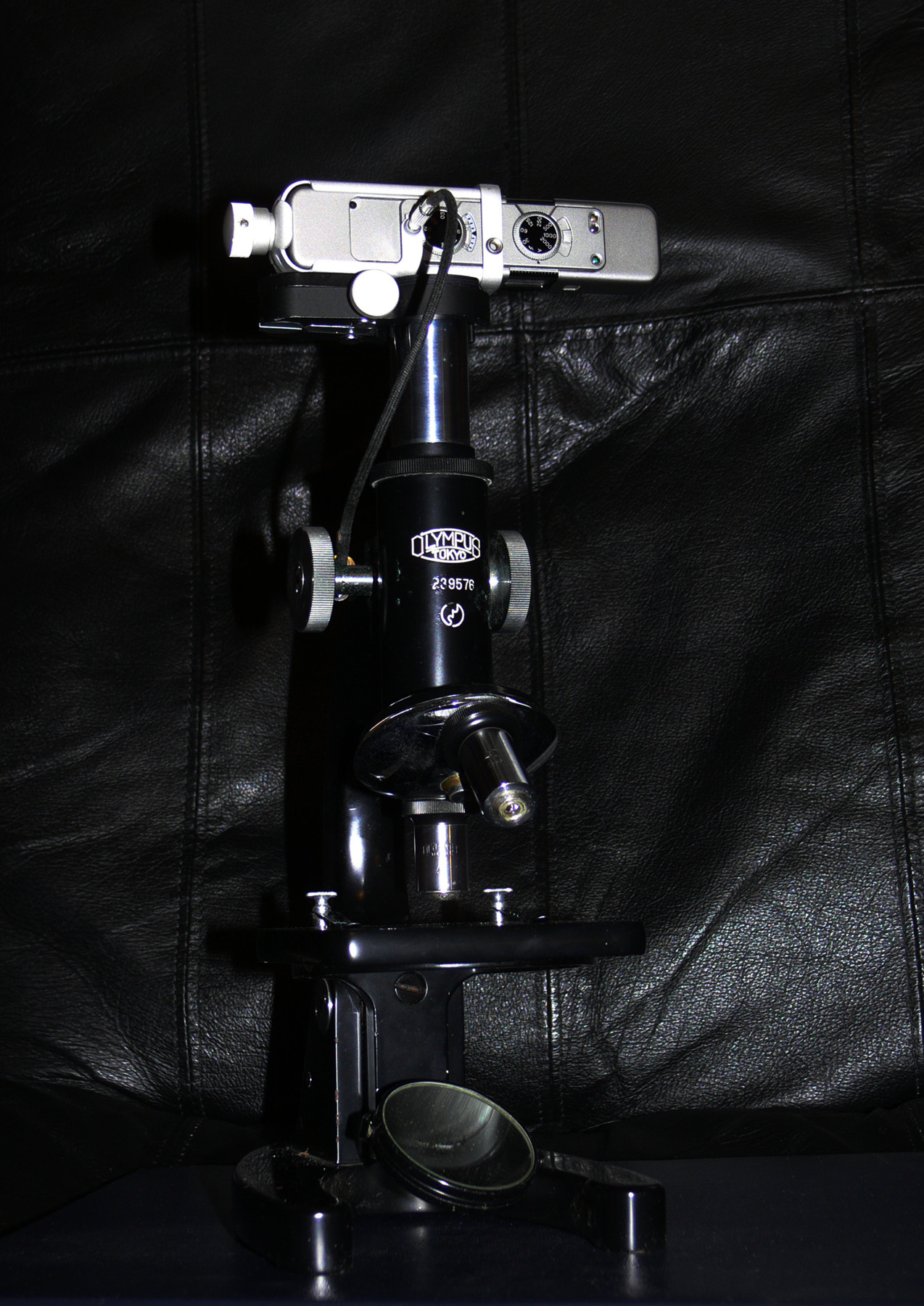
米诺克斯 TLX 安装在显微镜上

- 米诺克斯（1938-1943）不锈钢外壳、库克三片式镜头15mm/f3.5 Minostigmat 。机械快门：T，B，1/2、1/5、1/10、1/20、1/50、1/100、1/250、1/500、1/1000，重量 130克，80x27x17毫米。上行计框器 0-50
- 米诺克斯A型(1948-1969）康普兰 COMPLAN 15mm/f3.5镜头， 机械快门：T，B，1/2、1/5、1/10、/20、1/50、1/100、1/250、1/500、1/1000；带录色镜、橙色镜。重量 70克，82x28x16毫米，上行计框器 0-50。

米诺克斯A有三：II、III、IIIs
- 米诺克斯B（1958-1972），有硒测光器，15mm/f3.5康普兰镜头。机械快门：T，B，1/2、1/5、1/10、 1/20、1/50、1/100、1/250、1/500、1/1000；橙色镜，灰色镜。重量 92克，97x28x16毫米。上行计框器 0-50。
- 米诺克斯C（1969-1978）。有CdS测光器,15mm/f3.5康普兰镜头/密诺斯镜头。灰色镜；电磁快门：1/15、1/30、1/60、1/125、1/250、1/500、1/1000，自动挡 |A| 。重量 102克，120x28x16毫米。下行计框器 36-0
- 米诺克斯BL -(1972-1977)。密诺斯B 的改良型，Cds测光器，15mm/f3.5密诺斯镜头，灰色镜；改良的机械快门：B，1/2、1/5、1/10、 1/20、1/50、1/100、1/250、1/500、1/1000；重量 80克，100x28x16毫米。下行计框器 36-0。
- 米诺克斯LX -(1978-1995)15mm/f3.5密诺斯镜头，灰色镜， 全自动Cds测光器，自动挡 |A|；电磁快门（15秒--1/2000秒） 重量 88克，108x28x16毫米。下行计框器 36-0。
- 米诺克斯EC  15mm/f5.6密诺斯镜头，快门至1/500。最小的微型相机，只重45克，80x30x18毫米。下行计框器 36-0。
- 米诺克斯ECX， 代替EC
- 米诺克斯TLX，镀钛外壳，功能同LX。
- 米诺克斯CLX。镀铬外壳，有察普签名，功能同TLX。
- 米诺克斯 AX，15mm/f3.5密诺斯镜头，灰色镜，机械快门：B，1/2、1/4、1/8、 1/15、1/30、1/60、1/125、1/500、1/1000。下行计框器 36-0；无暴光表；重量 71克，83x28x16毫米； 限量版 1- 500。

- 特别型
  - 纯银米诺克斯LX  - 925 白银制造。
  - 米诺克斯限量版 LX - 镀金壳、黑字盘。
  - 米诺克斯限量版 LX - 镀金壳、白字盘。
  - 米诺克斯限量版鍍金 AX - 镀金壳
  - 米诺克斯限量版鍍金 AX - 镀金壳，有有察普签名
  - 金米诺克斯LX II - 周年纪念品，全体镀金，有察普签名
  - 米诺克斯LX 2000 - 黄铜壳，黑色氧化处理，金色边字盘。
  - 米诺克斯飞机师型 - 黑钛外壳限量版  1-300
  - 米诺克斯EC - 美国米诺克斯学会限量版 1- 100
  - 米诺克斯EC - 德国米诺克斯学会限量版 1- 111。
  - 察普百年诞辰纪念LX型-镀铬黄铜壳，附带有察普头像的银币一枚。

早期的米诺克斯如里加、II型等均为收藏品。TLX型至今仍然在生产。
- 米诺克斯 MX 。 机械快门，只有1/125秒 档速度，与所有其他米诺克斯8X11相机不同，不用推拉式开关，而又转盘式快门上链条和推进胶卷。镜头1：4.8   15毫米  三片两组式，镜头距离刻度为 1米、2米、4米、和无穷，付带Minox MX FLASH 闪光灯。

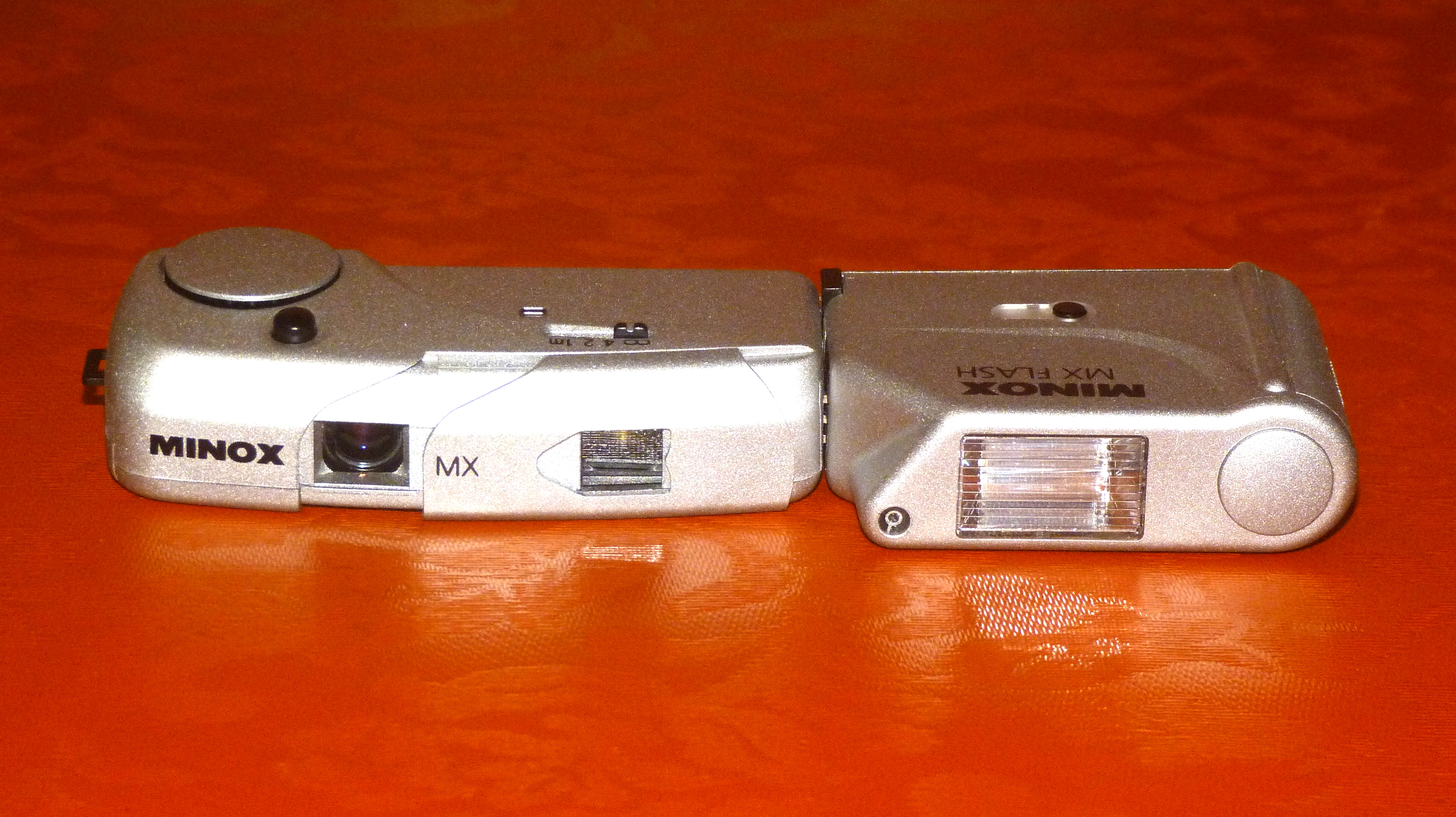
Minox MX 相机和闪光灯

### 米诺克斯胶卷

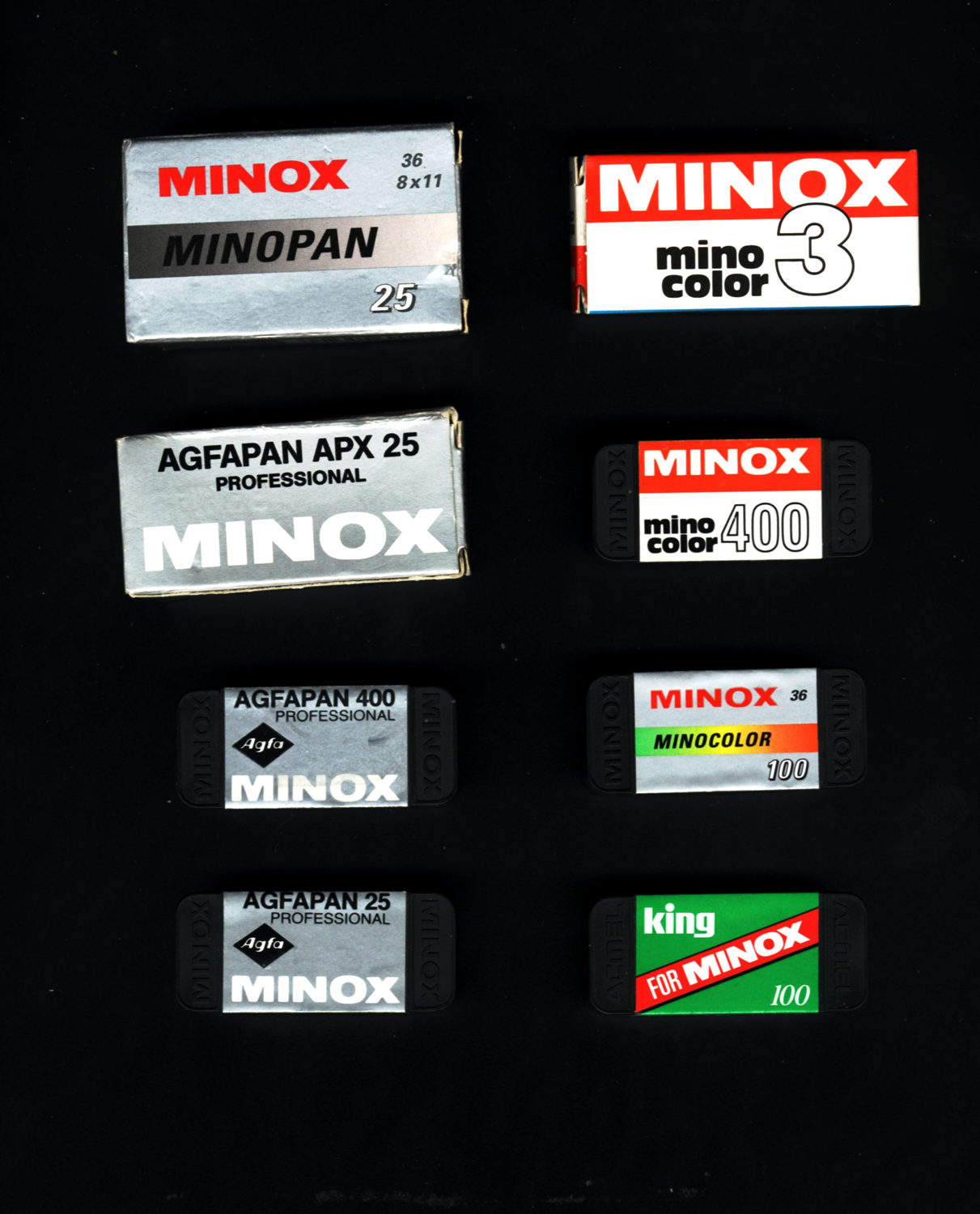
米诺克斯胶卷包装

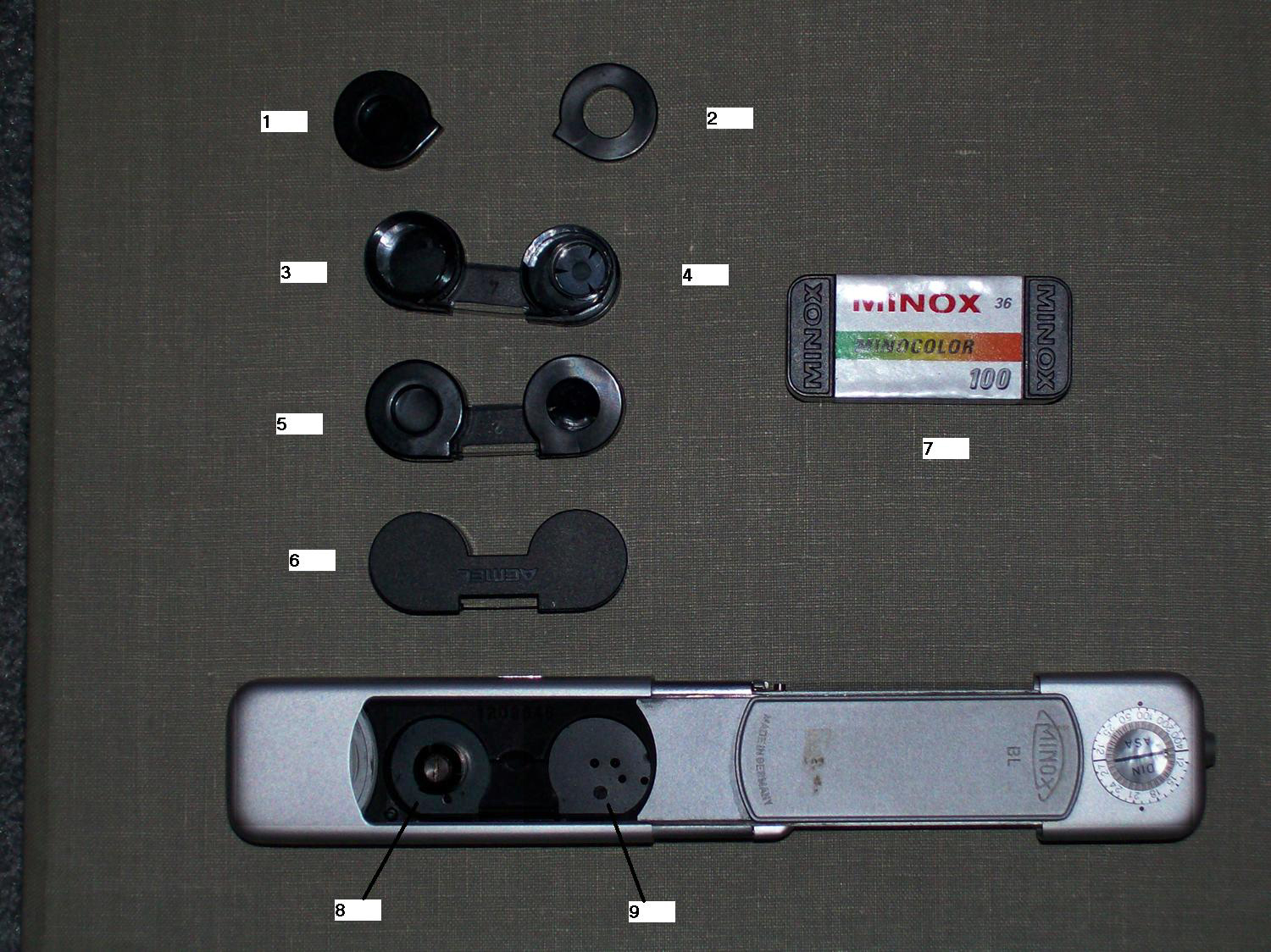
米诺克斯胶卷暗盒

米诺克斯胶卷宽9.2厘米长条，成像宽8毫米，长11毫米，胶卷长度有15幅、20幅和36幅三种。（米诺克斯A、B，底片长15、50幅）。米诺克斯胶卷装在一个特制的8X11胶卷双腔暗盒内，胶卷暗盒左右两合，由一段塑胶桥连接，左右两合各有合盖，供片合盖实心，收片合盖中空。收片合中有一个直径约8毫米的三齿绕片轴。米诺克斯胶卷一端盘卷成圈，装入米诺克斯的供片室，另一端则从供片室侧面的光密隙伸出进入受片室侧面的光密隙，通过粘贴纸贴在三齿绕片轴上。米诺克斯相机装胶卷时，拉开底盖，露出相机的胶卷腔，其中一边有一根三齿转轴，套入米诺克斯胶卷盒收片合底部的三齿收片套筒。当推合米诺克斯相机时，其三齿转轴转动若干角度，使胶卷大约推进12毫米：即像长11毫米+两像间隙1毫米。当胶卷绕在三齿收片套筒上越绕越多，如果三齿转轴仍然转动同样角度，胶卷移动会比12毫米越来越多，使底片上像框间距难以保持1厘米不变，而将愈来愈宽。为了解决无孔胶卷像框间距增大的问题，察普在米诺克斯相机中设计了一个框距调节器，使三齿转轴随相片张数的增加而相应减小，以保持框距不变。
米诺克斯胶卷有如下几种
- 黑白胶卷
  - MINOPAN 25  36幅
  - MINOPAN 100 36幅
  - MINOPAN 400 36幅

- 彩色胶卷
  - MINOCOLOR 100  36幅
  - MINOCOLOR 400  36幅
  - MINOPRO   100  30幅
  - FUJI ACMEL  100  36幅

## 另見
HD 曲線

### 附件
- 米诺克斯相机测量链条：密诺斯相机测量链条的一头连在相机尾部的扣子上，另一头有挂钩，以便扣在裤腰带或衣服纽扣上，可以保护相机不致掉落地面受损，更可以作为拍摄文件和花卉等近距离物体时测量物距的量尺。密诺斯相机测量链有公制和英制两种，公制测量链条长60厘米，测量链条上在20厘米，24厘米，30厘米和40厘米位置上有突起的节点，4个节点和60厘米尾端和公制密诺斯相机上定距盘上的头5个刻度对应。英制测量链条长2英尺，测量链条上在8英寸，10英寸，1英尺和1英尺6英寸位置上有突起的节点，这4个节点和2英尺尾端与英制米诺克斯相机上定距盘上的头5个刻度对应。

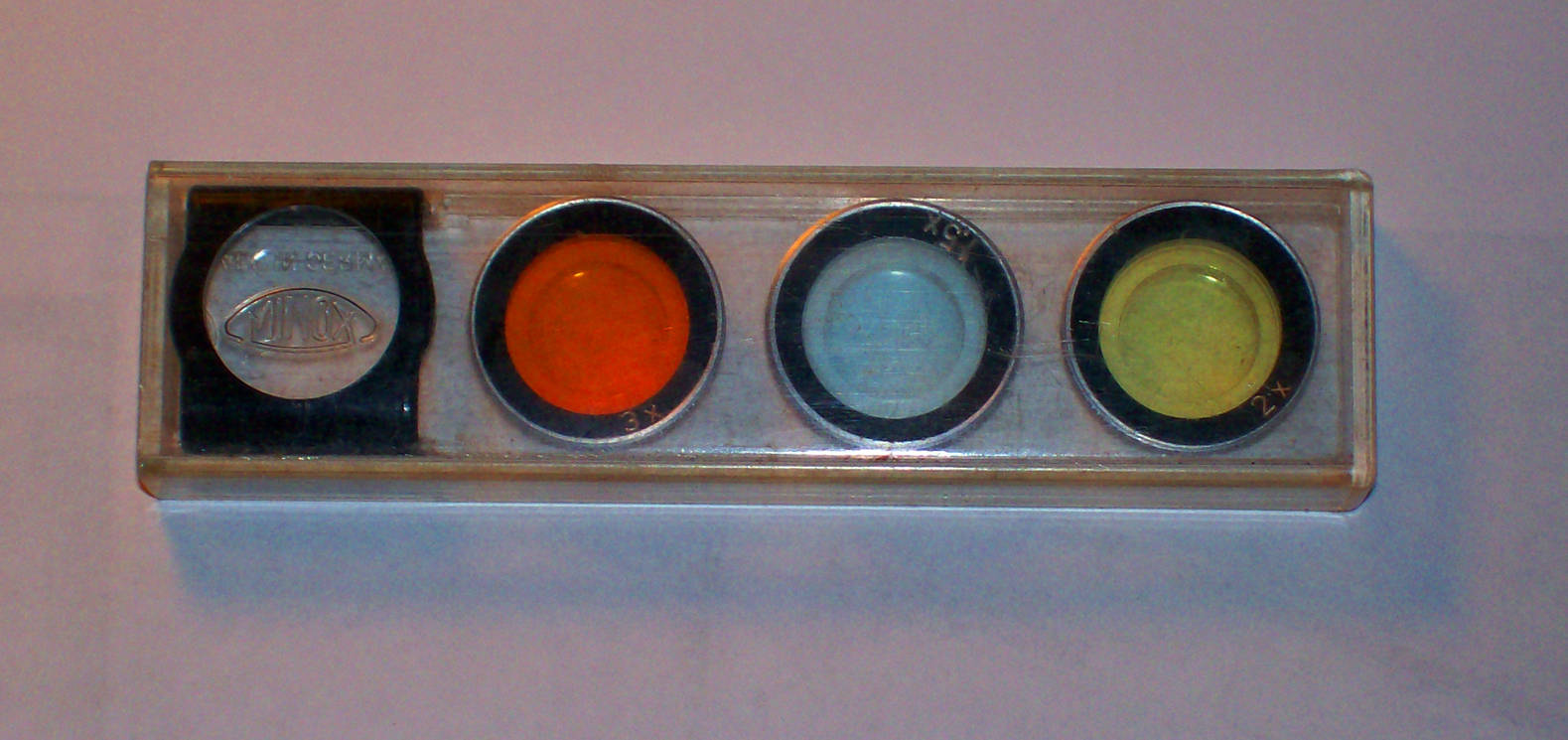
棕，兰，黄滤色镜及滤色镜夹

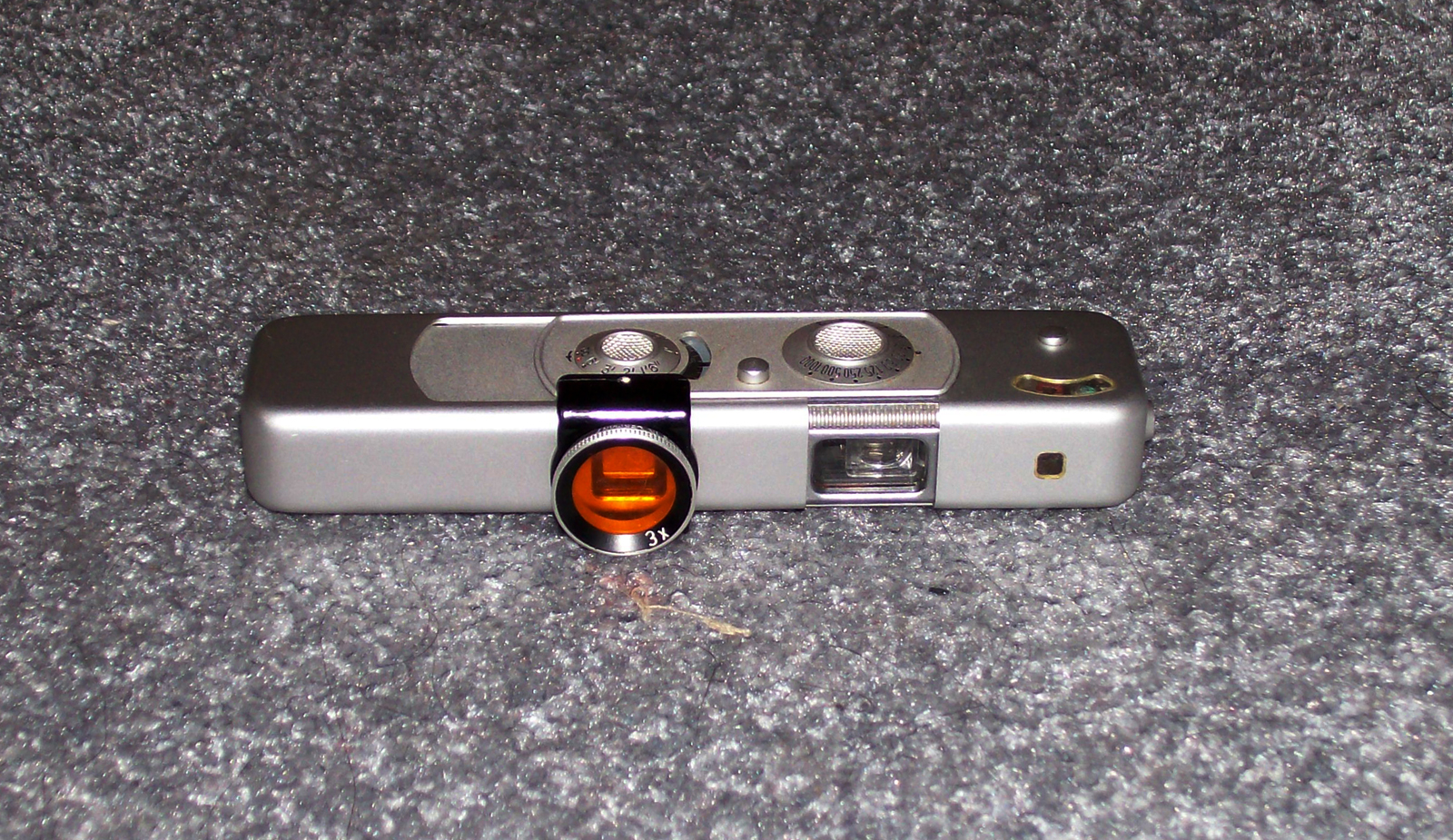
米诺克斯 BL + 3X棕滤色镜

- 附加棕，兰，黄滤色镜及滤色镜夹；密诺斯 BL,C,LX 等相机内部只有紫外滤色镜和灰色镜，如需要橙色，浅蓝色或黄色滤色镜，可用米诺克斯特制的色镜和色镜夹。

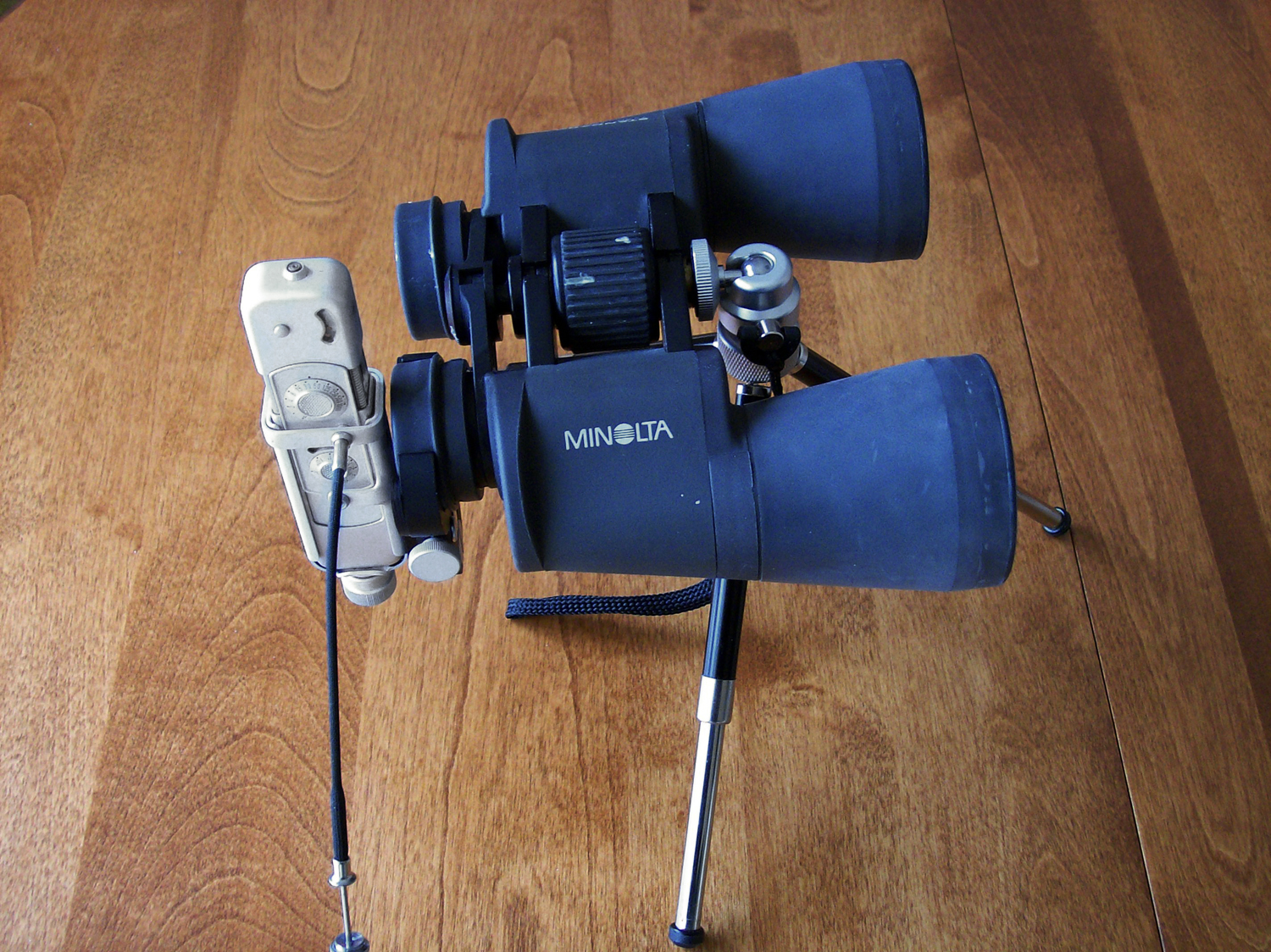
米诺克斯 BL 安装在双筒望远镜上

- 米诺克斯望远镜夹：可以用于A，B，C，LX，TLX等，夹在望远镜的目镜拍摄远距离物体，

也可以夹在显微镜的目镜上拍摄微小物体。
- 45度拍摄器

- 胶卷切割器：可以将一卷36幅35毫米胶卷切割成四卷36幅8X11毫米胶卷和二卷15幅胶卷。

- 米诺克斯 微型测光表，德国Gossen 厂制造硒光电池测光表。

- 米诺克斯日光显影罐：可以无需暗房冲洗底片。察普设计。

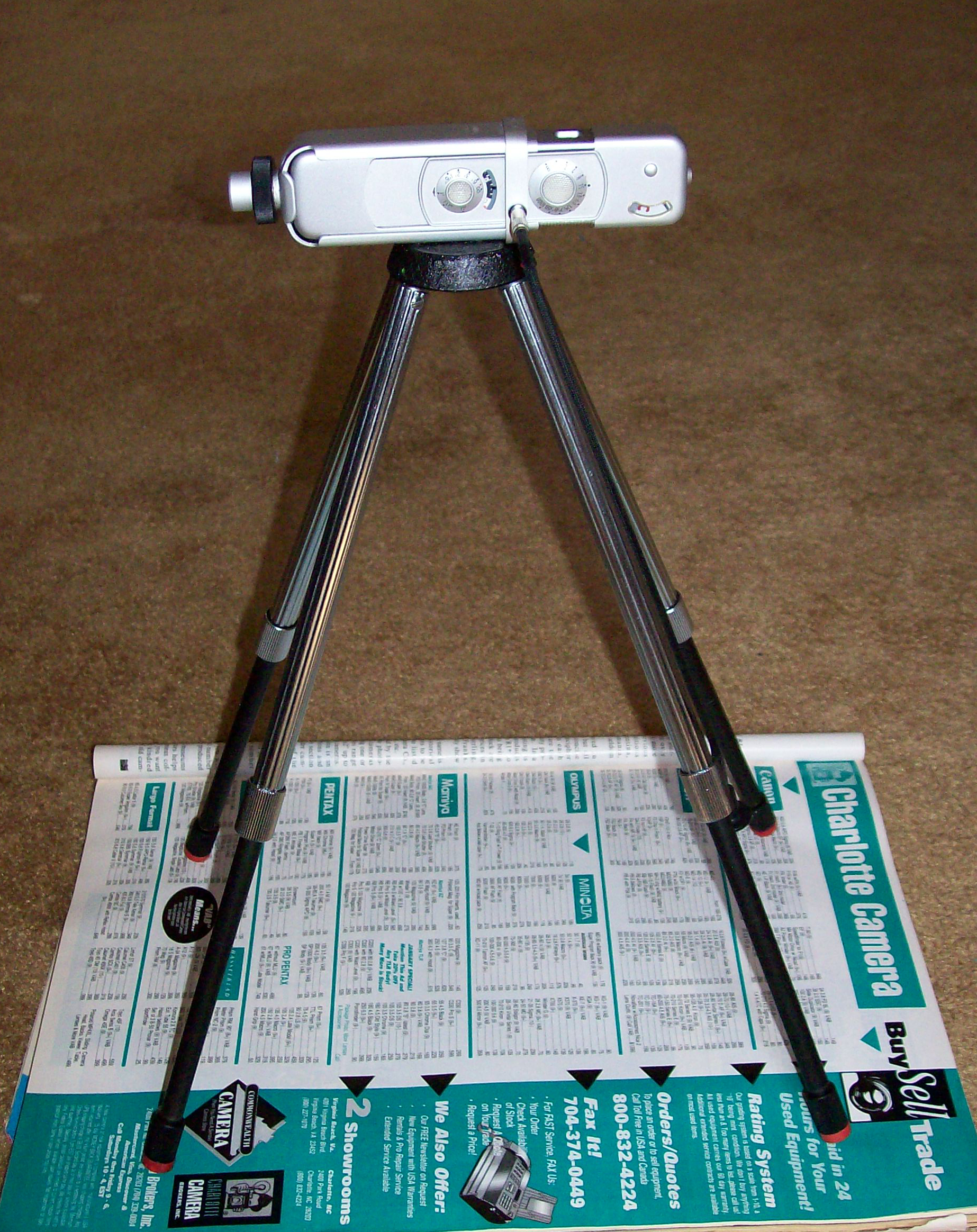
密诺斯三节文件翻拍架12英寸位置

- 米诺克斯三节文件翻拍架，翻拍架的四条腿上有槽位，和米诺克斯微型相机上距离盘的刻度对照。公制的文件翻拍架，可定位在20，24，30,40厘米，和米诺克斯微型相机距离盘上的0.2米、0.24米、0.3米、0.4米对应；英制的文件翻拍架可设置8英寸、10英寸、12英寸、18英寸。

- 米诺克斯台式三脚架：看上去似一根铝管，实际上里面隐藏一根中号铝管、一根小号铝管和一根快门线。中号铝管旋套在大号铝管内，小号铝管旋套入中号铝管，根快门线，旋入小号套管内。组装时逐个将各铝管从大号铝管内旋出，旋入旋转头上的三个螺丝口，就成一个桌面三角架。

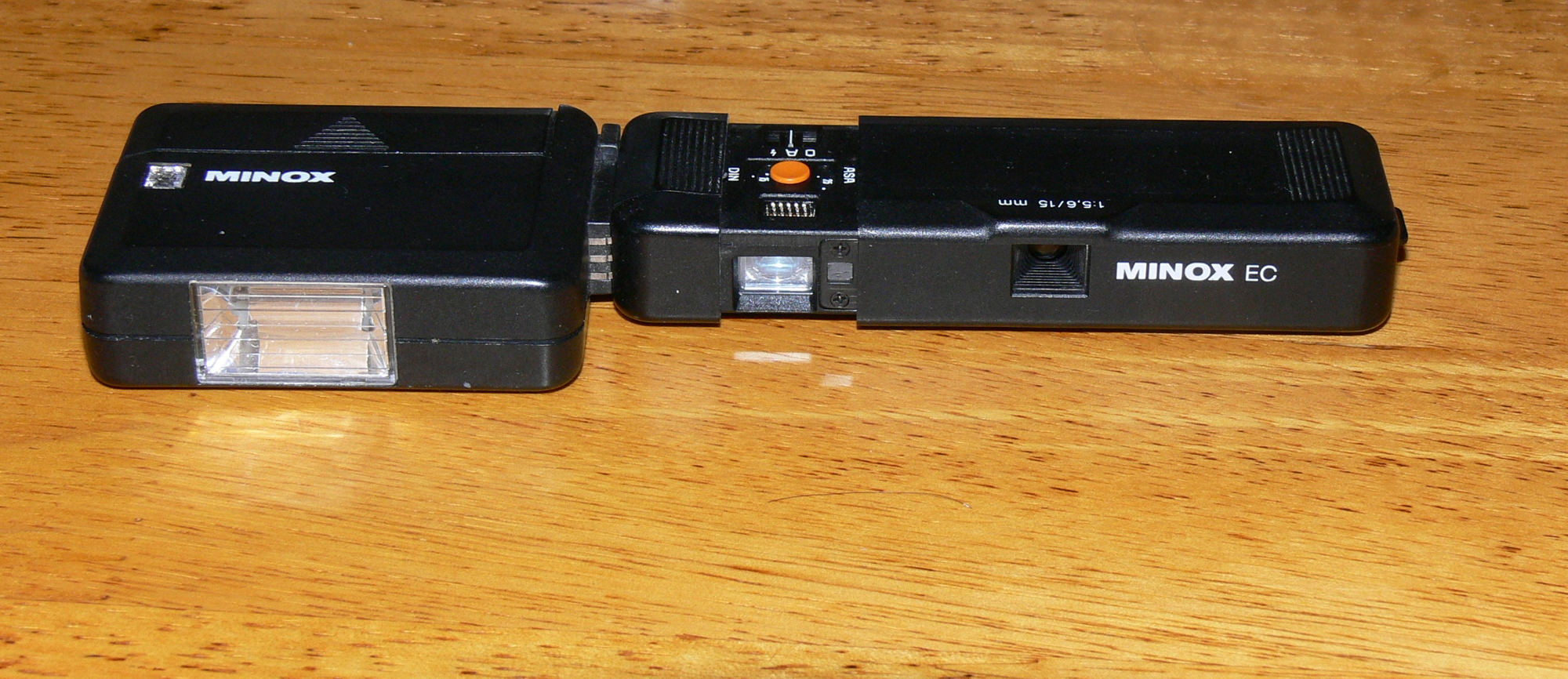
密诺斯 EC+电子闪光灯

- 闪光灯三种，电子闪光灯，微型镁闪光灯，立方四镁闪光灯。

- 放大机，察普设计。

- 米诺克斯投影机 3001  35毫米  F/1.6镜头  110/220V 150瓦灯泡
  - MINOMAT 3002
  - MINOTACT 3003
- 微胶卷阅读机等。

## 小型35mm 相机
- 米诺克斯EL，1974
- 米诺克斯GL，1979/81
- 米诺克斯GT 1981/91
- 米诺克斯GT-Golf 1984

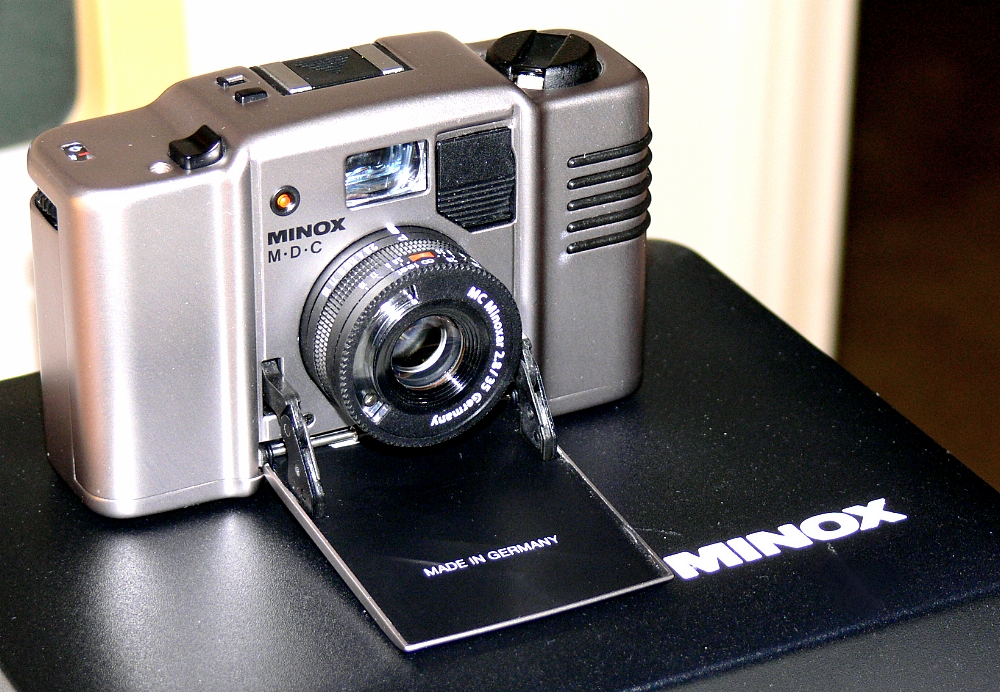
镀钛铝机身 MINOX M.D.C

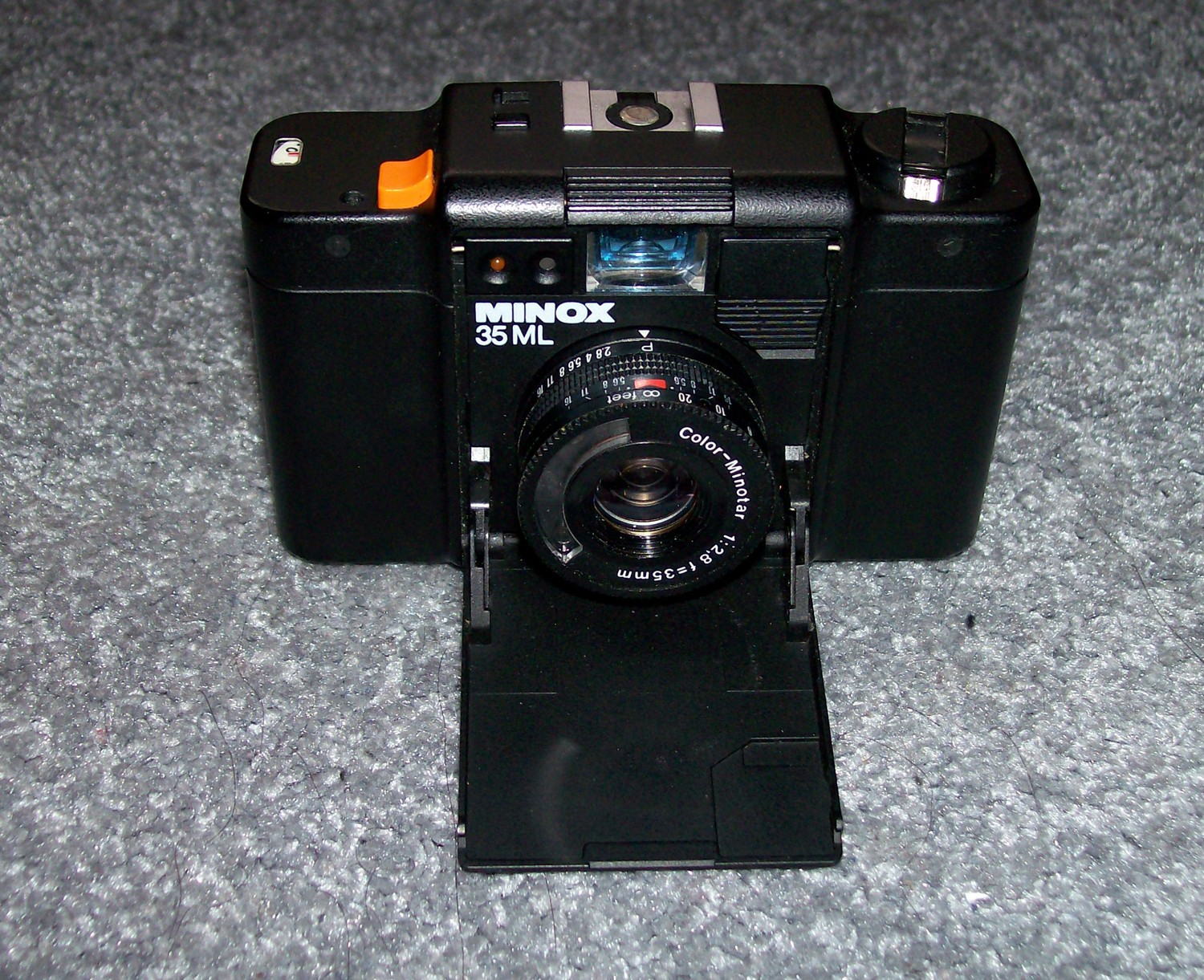
米诺克斯 35ML

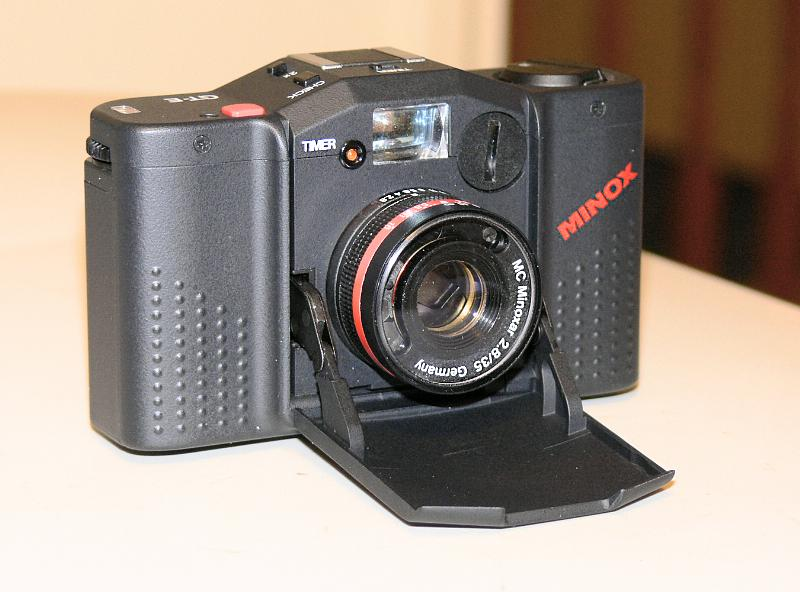
米诺克斯 GT-E

- 米诺克斯GT-E 1988/1993，具有暴光时间特长的快门（自动暴光长达10分钟）。
- 米诺克斯GSE 1991/1994
- 米诺克斯PL 1982/83
- 米诺克斯ML 1985/1995
- 米诺克斯AL 1987/88
- 米诺克斯AF 1988/90
- 米诺克斯MB 1986/99
- 米诺克斯MB 旅游型 1900
- 米诺克斯金纽型 1991/93
- 米诺克斯MDC 1992/95。密诺斯35毫米照像机中的顶级型号，铝金属机身，有镀黄金，和镀钛两款。35毫米/28 MINOXAR 镜头。MDC 外形和35ML 相似，平头，但镜头不同：MDC 配天塞式 35毫米/2.8  MINOXAR 镜头，35ML 配MINOCTAR  35毫米/2.8 镜头。
- 米诺克斯MDC Collection 1993/1994
- 米诺克斯GT-X 1998/1999
- 米诺克斯GT-E(II) 1998/2001

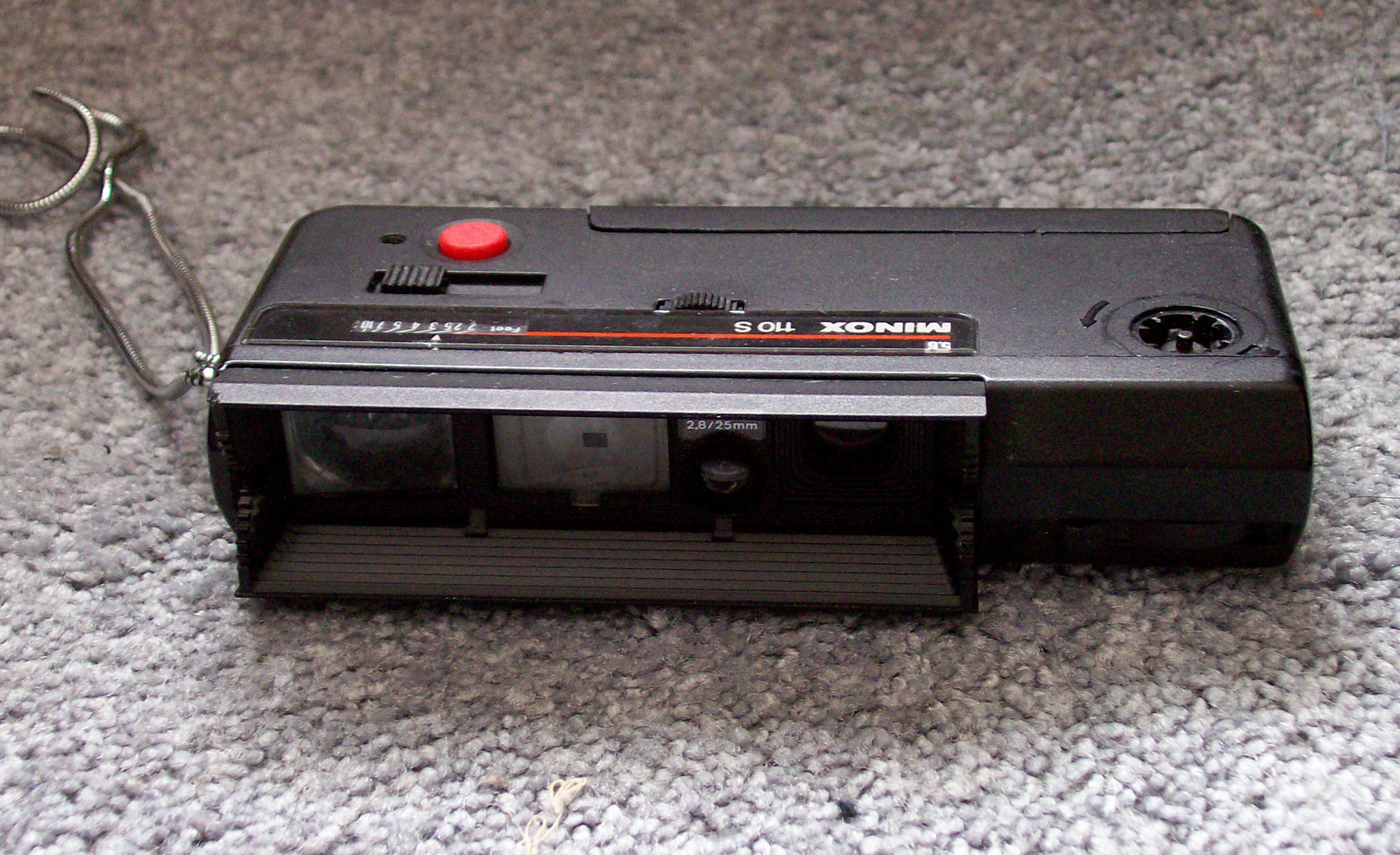
MINOX 110S

- 米诺克斯GT-S 1998/2004

## 110 型照相机
MINOX 110S：    110 胶卷，备有双窗测距器，天塞25毫米 F/2.8 镜头。电磁快门，用两只625电池供电；长131毫米，宽55毫米，高25毫米，重量135克。

## 米诺克斯数码相机
- 米诺克斯数码间谍相机 MINOX DSC (Digital Spy Camera)：5百万像素，86x30x21毫米，90克重。

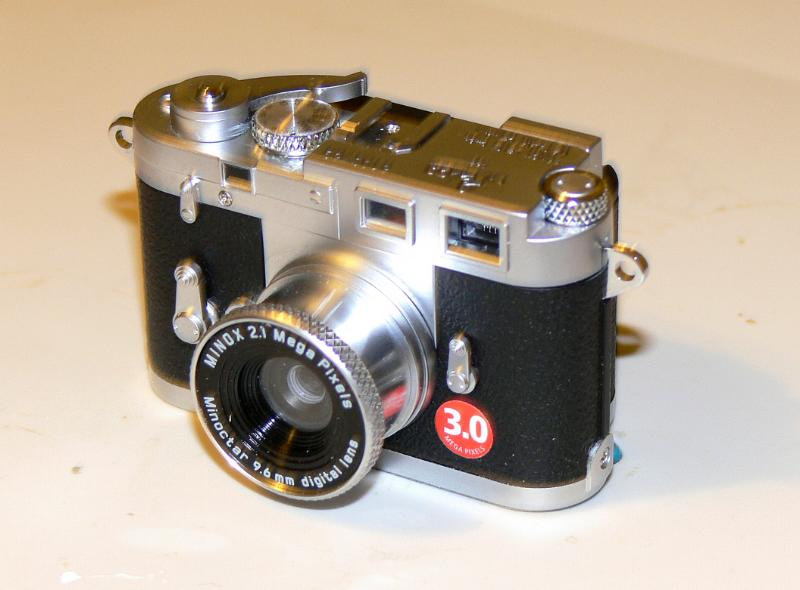
仿古微型数码莱卡M3 照相机 尺度为1952年莱卡M3的3份之一
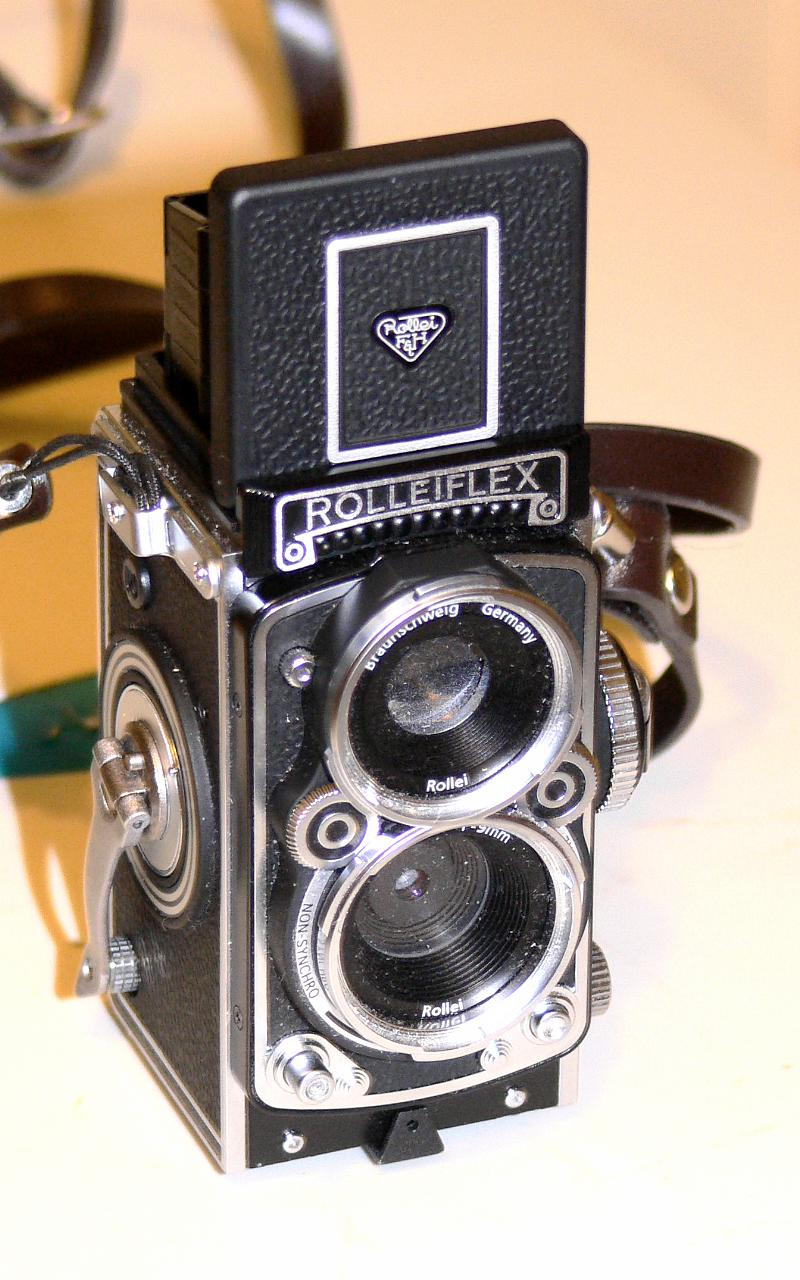
仿古微型数码劳莱双镜头反光照相机 仿1928年 ROLLEIFLEX 双镜头反光照相机, <1/3 尺度, 3MP.  9.5毫米 F/2.8 镜头,  1760X1760像素。
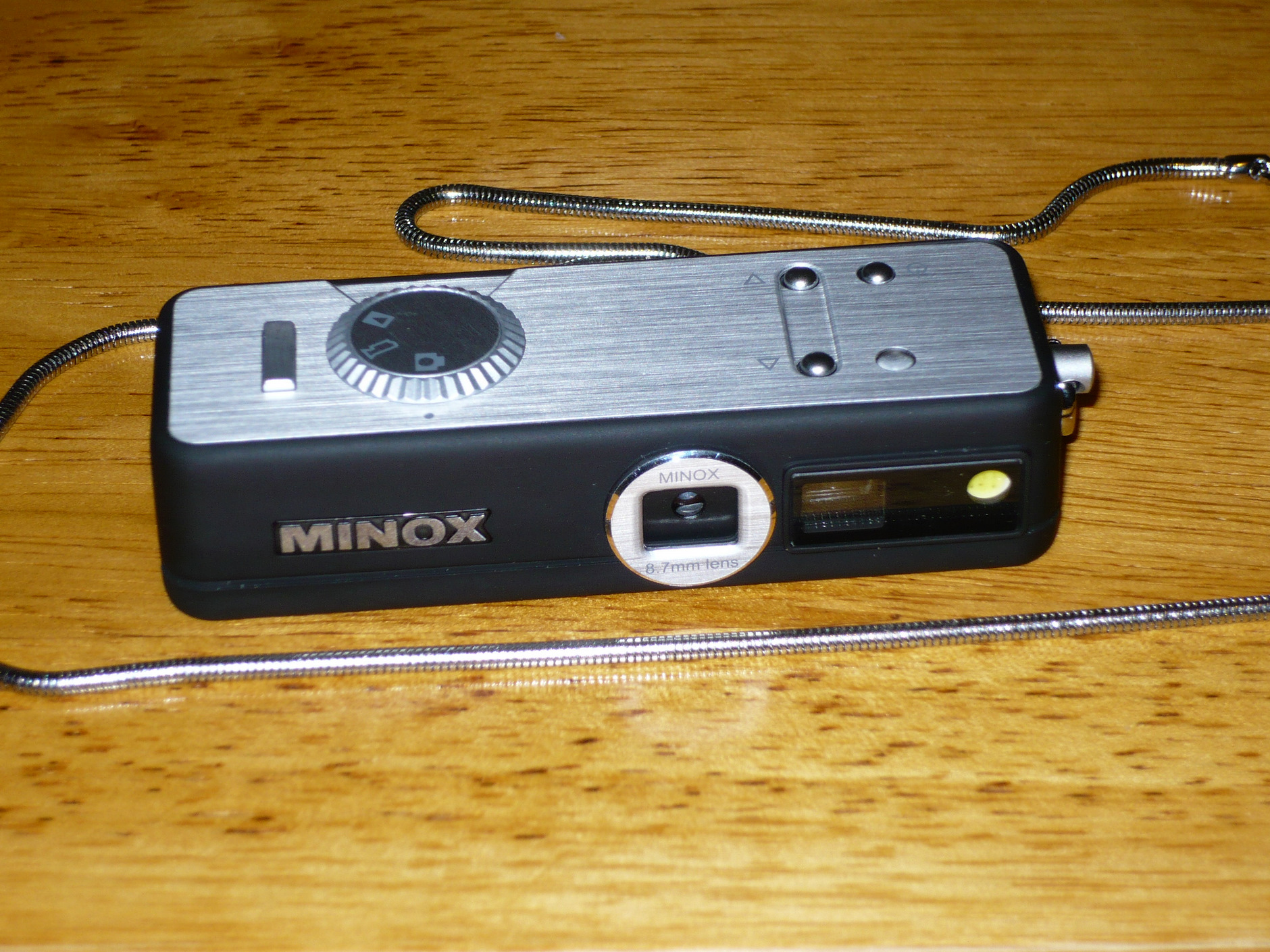
米诺克斯 数码特工相机 5MP  8.7毫米 F2.8 镜头
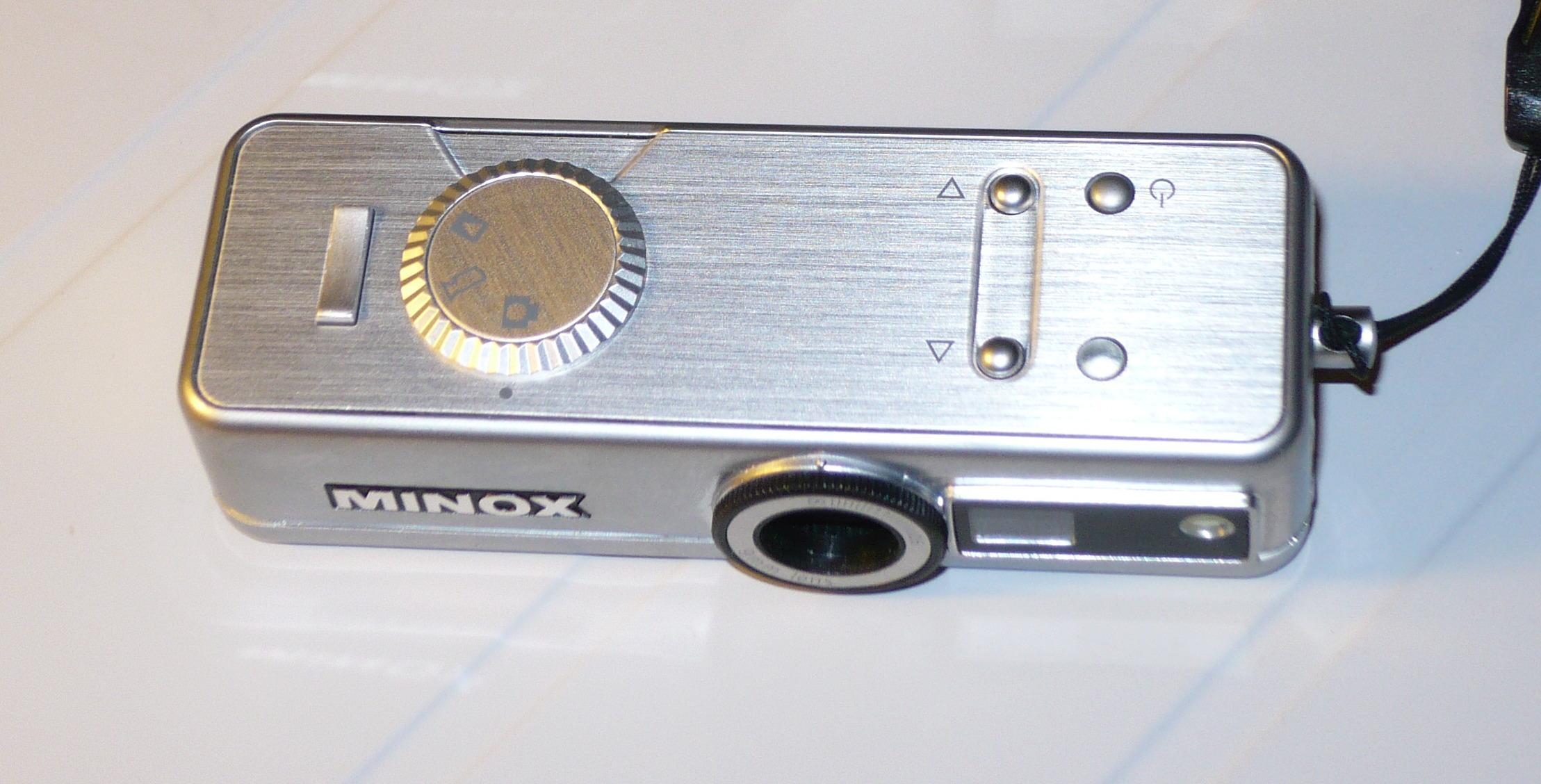
米诺克斯 数码特工相机 5MP  9毫米F2.0镜头

## 米诺克斯微型仿古相机

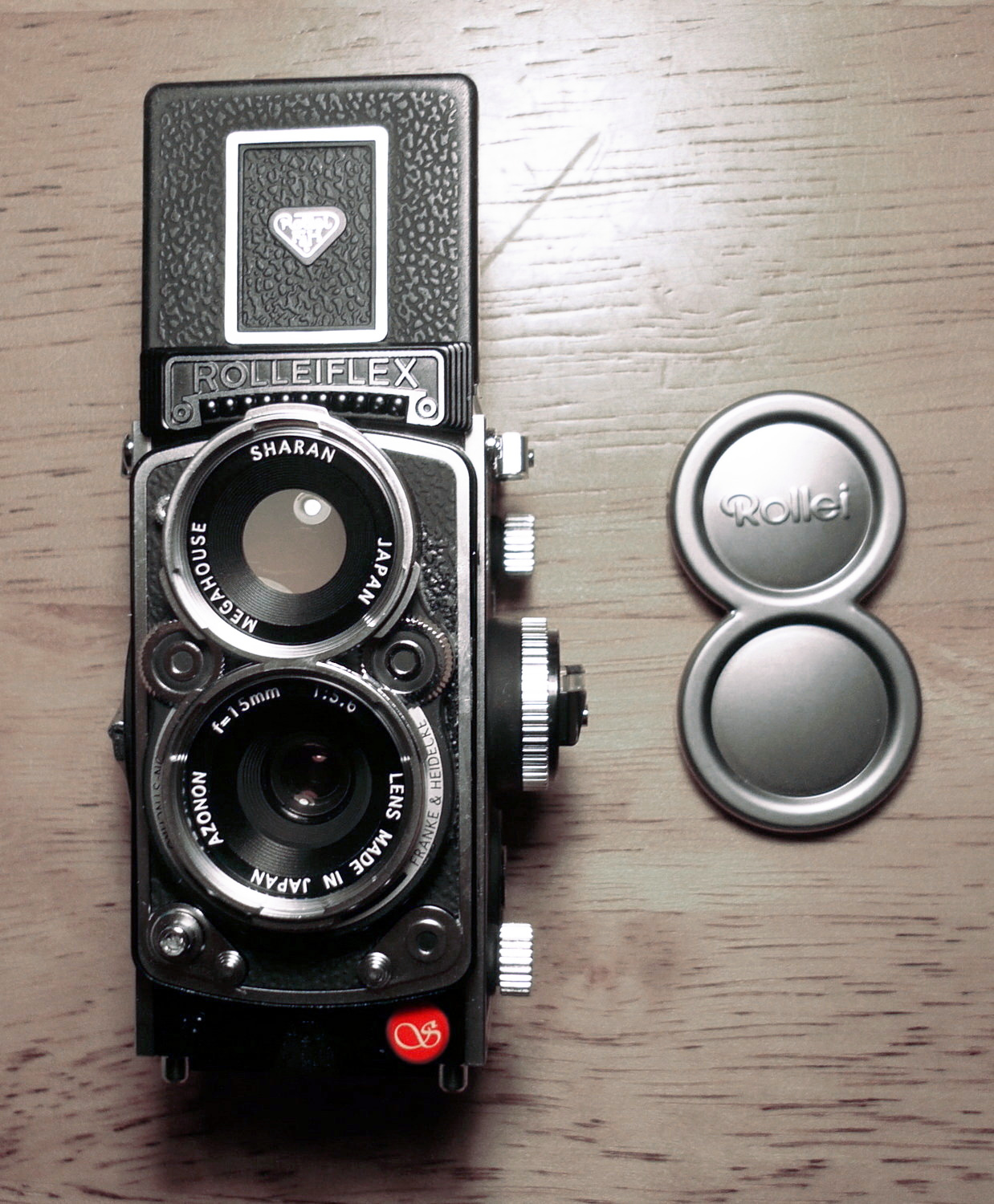
仿古禄来双反相机

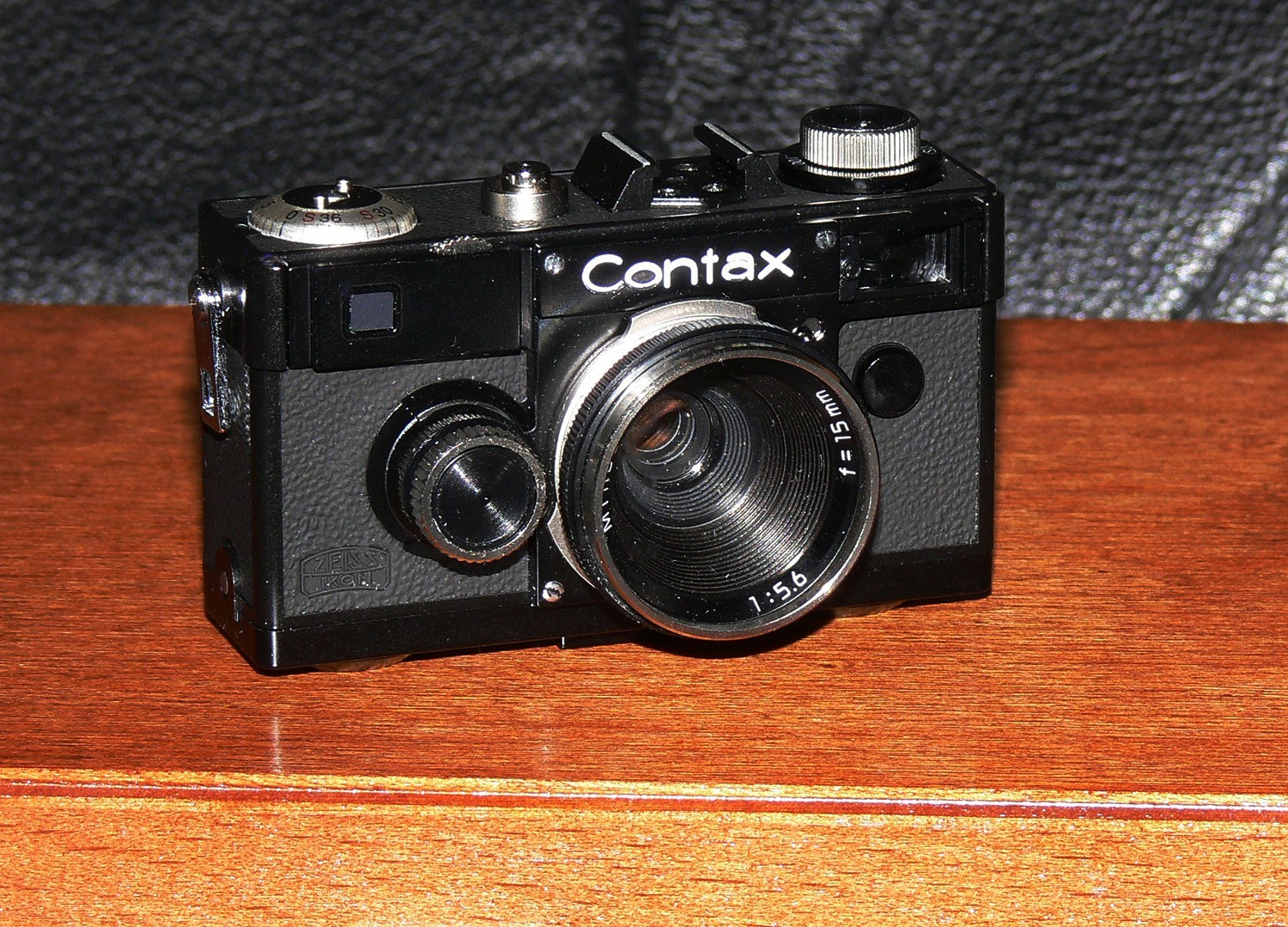
米诺克斯 康泰时 I 型仿古相机

米诺克斯仿古相机系列包括一系列古董相机，按 原型 1/3复制，使用米诺克斯 8X11胶卷,像幅8x11毫米。库克式15毫米F5.6镜头，快门 1/250 秒。
- LEICA  If

LEICA IIIf
- LEICA M3
- ROLLEIFLEX 2.8F 双反相机
- CONTAX I
- HASSELBLAD SWC

## 米诺克斯望远镜
近年米诺克斯望远镜异军突起，以其光学品质优良在欧盟市场与莱卡望远镜争一席之地。
米诺克斯望远镜型号：MINOX HG 8x33 BR asph，MINOX BL 8x42 BR， MINOX BD 10-15x40 BR， MINOX BD 8x44 BP， MINOX BD 10x58 ED BR， MINOX BD 12x52 BR asph， MINOX BD 7x42 BR asph. 等

## 米诺克斯小行星
米诺克斯小行星 #4639 (1989年发现).

## 著名米诺克斯摄影家
- 爱丁堡公爵菲利普亲王 是一位米诺克斯摄影家，写过一本书《南方水域中的鸟类》，其中有十几张海鸟照片是用米诺克斯微型相机拍摄的。
- 盟军司令艾森豪威尔将军
- 安妮长公主
- 美国杰奎琳·肯尼迪
- 德国女摄影家Sabine Korth, 出版过两部用米诺克斯微型相机拍摄的照片专辑  
  - Sabine Korth Las aquas de la memoria (1989-1993)   Universidat de Salamanca ISBN 8474817870
  - Sabine Korth  Da sud a nord ISBN 8886550332
- 德国摄影家 Gunter Busch 博士，著有 Gunther Busch: Edelstein Korfu Fotostudien auf der Insel im Ioinischen Meer 《科孚岛的珍宝-艾奥尼亚海岛摄影集》，其中收集了60张用米诺克斯微型相机拍摄的照片的5x7英寸放大相片。
- 德國攝影家L.Fritz Gruber,用米诺克斯相机拍攝過幾千張人像照片(包括一張愛因斯坦照片），其中一小部分收集在他出版的《著名人像》一書[6]

## 著名间谍
- 60年代被中国公安部门抓获的国外派遣特务李锦，从他身上搜出一部米诺克斯间谍相机III和米诺克斯胶卷。
- 1962-63年间，原西德情报局局长Richard Gehlen，曾为苏联拍摄几千张绝密照片。他被捕时从他的小皮箱的秘密间隔，搜出十几台米诺克斯间谍相机[7]
- John Anthony Walker,原美国海军军官，曾用藏在香烟盒里的米诺克斯间谍相机拍摄大量绝密文件交予苏联，1987年被判无期徒刑[8]
- 李·哈维·奥斯瓦尔德 （页面存档备份，存于）